# Палестинцы-христиане
Палести́нцы-христиа́не (араб. مَسِيحِيُّون فِلَسْطِينِيُّون‎) — часть палестинских арабов исповедующая христианство, проживающая на территории исторической Палестины: в Израиле, на Западном берегу реки Иордан, в секторе Газа и в Заиорданье. Также к ним относятся палестинские беженцы, члены диаспоры и люди с полной или частичной палестинской христианской родословной, которая может быть применена, по оценкам на 2000 год, к 500 000 человек по всему миру. Палестинцы-христиане принадлежат к целому ряду христианских конфессий, такие как православие, древневосточные православные церкви, католицизм (по восточным и западным обрядам), англиканство, лютеранство и другие ветви протестантизма. Из 12 миллионов палестинцев общее количество христиан 6–7 %. 70 % живут за пределами Западного берега реки Иордан и Израиля. В обоих вариантах арабского языка — в классическом арабском языке или в современном арабском литературном языке — христиан называют назаряне (арабское слово производное от Назарет) или масихи (производное от арабского слова Масих, что означает «Мессия»). На иврите христиан называют ноцри́ (נוֹצְרִי‎), что означает Назарянин (возникли из Назарета).
В 1922 году по данным британской администрации, в подмандатной Палестине христианское население составляло 9,5 % от общего населения Палестины (10,8 % от палестинского арабоязычного населения), и — 7,9 % в 1946 году. Часть палестинских христиан уехала из подконтрольной Израилю территории в ходе Арабо-израильской войны, а другая часть уехала в период иорданского управления Западным берегом реки Иордан (1948—1967 гг.). С 1967 года в Израиле палестинское христианское население увеличилось из-за продолжавшейся эмиграции, сформировав крупную общину. В 2015 году палестинские христиане составляли примерно 1 % населения Западного берега реки Иордан, и менее 1 % в секторе Газа.
Есть также много палестинцев-христиан, которые являются потомками палестинских беженцев Арабо-израильской войны, которые сформировали крупные общины в разных странах. Во всём мире насчитывается около одного миллиона палестинцев-христиан, что составляет около 6–7 % от общего палестинского населения в мире. За пределами исторической Палестины палестинцы-христиане живут преимущественно в Латинской Америке, Европе и Северной Америке. Регион, состоящий, главным образом, из современного Израиля и Западного берега реки Иордан, считается Святой землёй для всех христиан. Большинство христианских святых городов, таких как Вифлеем, Назарет и Иерусалим, расположены в Израиле и на Западном берегу реки Иордан.

## История

### Ранняя история

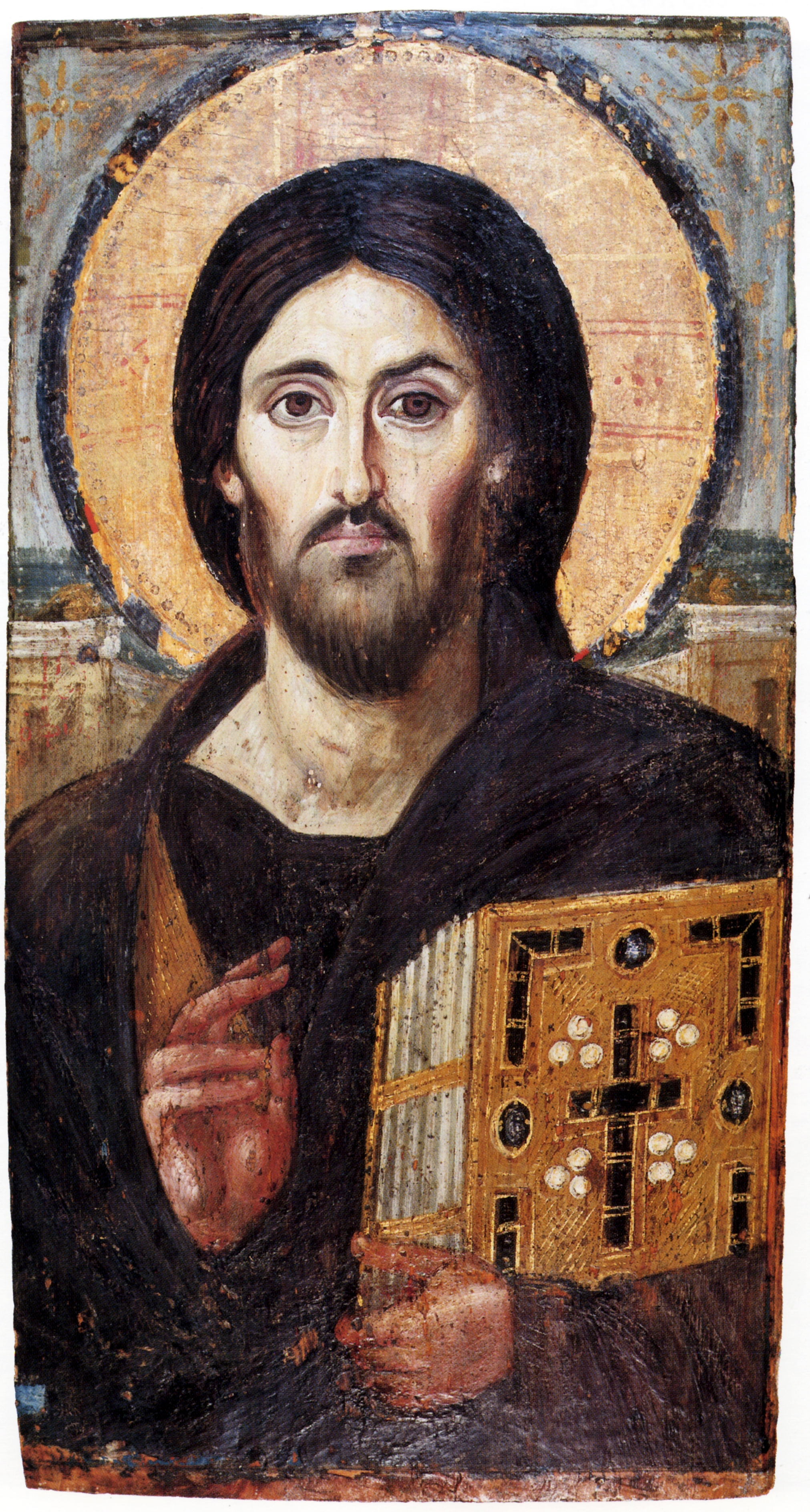
Самая старая икона Христос Пантократор, VI век, Синайский монастырь.

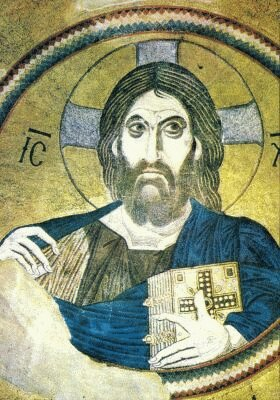
Икона Христа, конец XI века.

Первые христианские общины появившиеся в римской Палестине говорили по-арамейски и состояли из евреев, принявших христианство, благодаря миссионерской деятельности к ним присоединялись римляне и греки, которые помогали распространять христианство среди других жителей региона, таких как финикийцы, сирийцы, персы, арабы и тд.. Христианская церковь на Святой земле была основана в Иерусалиме в 34 году нашей эры, и Апостол Иаков брат Господень был избран местной христианской общиной её первыми предстоятелем. Из Иерусалима христиане отправились в Самарию на севере, где проповедовал Апостол Филипп, и на юг; в Газу, Кесарию, Лидду и Яффу, где сотник Корнилий, который был центурионом в римской армии, принял христианство вместе со своей семьёй и близкими друзьями став одним из первых язычников принявших христианство. Христиане с самого начала своего появления стали подвергаться гонениям сначала евреями, которые считали их еретиками, а потом римскими властями. Восстание Бар-Кохбы в 132—136 годах имело катастрофические последствия для местного населения, в ответ на него римляне прошлись огнём и мечом по городам и сёлам Иудеи. По итогу восстания множество евреев лишилось своих домов или жизней, был введён запрет на исповедание иудаизма, тогда же впервые появилось название Палестина, которое было дано императором Адрианом, чтобы заменить название Иудея и стереть любые упоминания о евреях. Иерусалим был разрушен и переименован в Элию Капитолину, а также отстроен как типичный римский город. Во время этого восстания христиане были вынуждены бежать из Иудеи, чтобы не быть убитыми или проданнами в рабство римлянами, расселившись в соседних областях или непострадавших от войны регионах бывшей провинции Иудея. В 135 году митрополит Кесарии назначил Марка первым епископом Элии Капитолины. Он был первым епископом из бывших язычников в Иерусалимской церкви, все предыдущие были евреями. Церковь в исторической Палестине подвергалась преследованиям со стороны римских императоров, самыми жестокими из которых были гонения Деция Траяна, Валериана и самое жестокое при Диоклетиане известное как Великое гонение (303–313 годы). Самые жестокие из этих преследований были в Ашкелоне, Кесарии и Газе. Тем не менее христианская община росла и распространялась по бывшей провинции Иудея.

### После Константина Великого
После обращения императора Константина в христианство в начале IV века эпоха гонений официально закончилась, что позволило христианской церкви самоорганизоваться, распространиться и увеличить миссионерскую деятельность; матерью императора Константина, Еленой, были построены крупные церкви в святых местах, включая храм Гроба Господня в 335 году, Храм Вознесения на Елеонской горе, базилика Рождества Христова и другие, которые положили начало активному христианскому паломническому. В этот период появился Кирилл Иерусалимский (313–387 годы), который оставался епископом Иерусалима в течение 48 лет активно подымая авторитет местной церкви, а также развивая её. В Палестине к этому времени возродилась христианская религиозная жизнь; 18 епископов из Палестины приняли участие в Никейском соборе, который состоялся в 325 году.
В 395 году Римская империя была разделена на Западную и Восточную, Палестина стала провинцией Восточной Римской империи. В регионе во времена господства Восточной Римской империи продолжался активный процесс христианизации населения и соответствующего уменьшения доли еврейского и языческого населения. В отличие от других групп восточных христиан, таких как ассирийские несториане, подавляющее большинство палестинских христиан было под духовной юрисдикцией вселенского Константинопольского патриархата и восточных римских императоров до Халкидонского собора в 451 году н. э., после которого епископу иерусалимскому был дарован титул патриарха, а Иерусалимская православная церковь заняла пятое место во Вселенском православном диптихе, после Римской, Константинопольской, Александрийской и Антиохийской церквей. К этому времени жители Палестины были сильно эллинизированы, в том числе, благодаря греческому языку в церкви, в последующих веках многие сменили арамейский язык на греческий несмотря на сохранение латыни как государственного языка. Число епископов в VI веке нашей эры достигло 49 иерархов, в то время как в регионе продолжалось активное возведение церквей. К VII-му веку Иерусалим и Палестина стали эпицентром греческой культуры на Востоке. Преподобный Иларион Великий инициирует в Палестине монашеское движение. Часть монастырей, которые были построены за этот период в пустыне к востоку от Вифлеема, существуют и по сей день. В конце VI века число монахов достигло десятков тысяч. Это время считается «золотым веком» для христиан Палестины, так как именно во времена Римской империи Палестина была крупнейшим христианским центром, что привело к значительному экономическому и демографическому росту. В римский период численность жителей Палестины достигла значений, которые были превзойдены только в XX веке.
Новым серьёзным испытанием для палестинских христиан, с момента первых гонений в начальном периоде, стало вторжение персов во время войны Римской и Персидской империй в 602—628 годах. В 614 году персидские войска, при поддержке местных евреев, завоевали Палестину, присоединив её к империи Сасанидов. Короткий персидский период оккупации сопровождался возвышением еврейского влияния в регионе и гонениями на христиан, в которых видели потенциальных предателей: церкви были разорены, многие христиане были преданы смерти, либо проданы в рабство, а многочисленные реликвии увезены в Персию. После победы над Персией в 629 году император Ираклий I торжественно вступил в Иерусалим — Палестина снова стала провинцией Римской империи, священные реликвии были возвращены, а пленные смогли вернуться на родину. Начался короткий период восстановления после разрушительной войны, который однако закончился с началом мусульманских завоеваний.

### Арабо-мусульманское завоевание

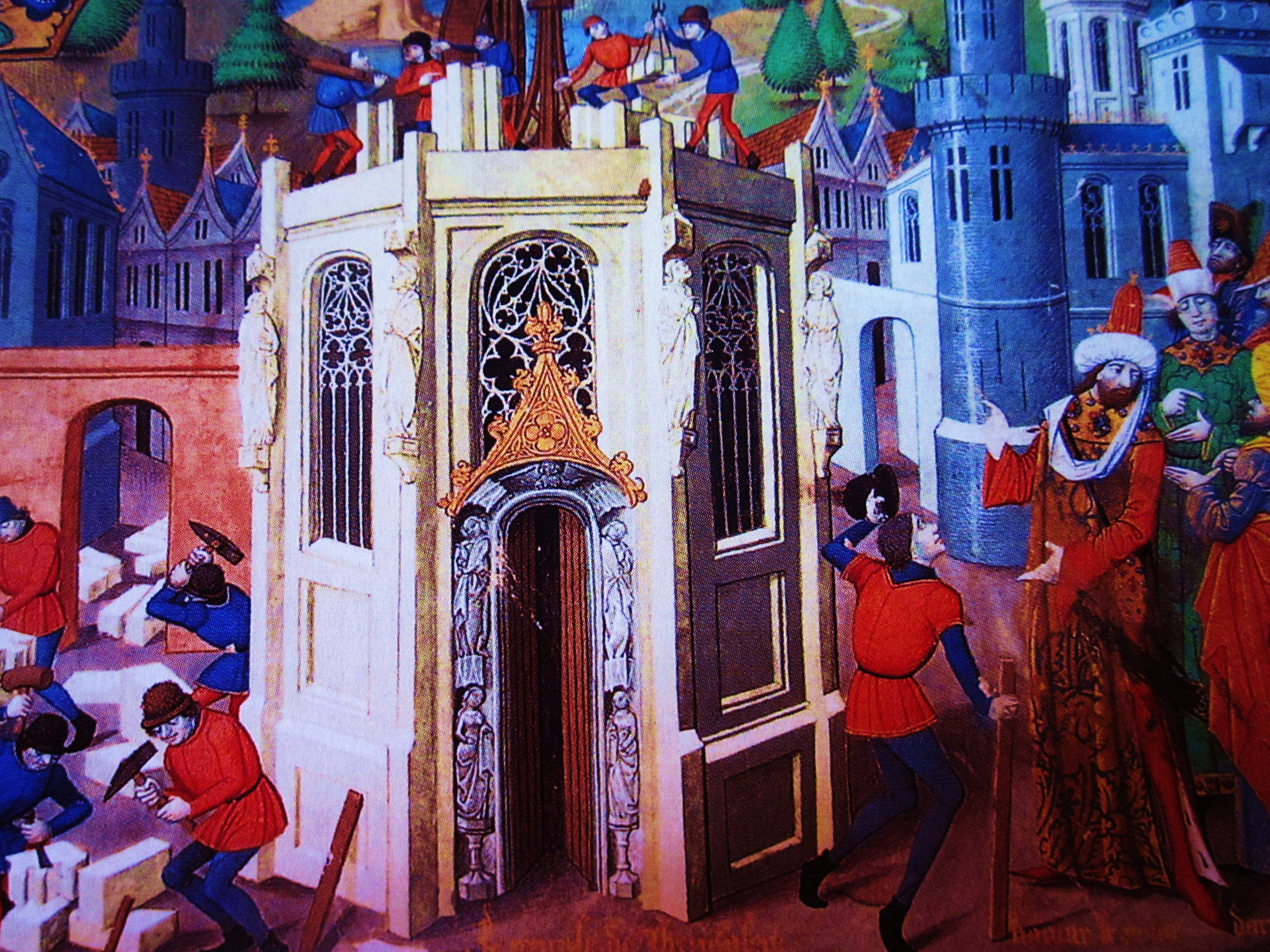
На французской средневековой миниатюре изображено строительство мечети Омара в Иерусалиме.

В 634 году происходит первое вторжение арабов в Палестину, войска халифа Абу Бакра захватили византийскую крепость Босра на западном берегу реки Иордан. Полностью вытеснить византийцев им удалось только после битвы при Ярмуке, после которой в 637 году патриарх Софроний передал ключи от Иерусалима халифу Омару. В арабский период в Иерусалиме на Храмовой горе были построены всемирно известные мечети Аль-Акса и Купол Скалы. Ранний арабский период характеризовался относительной терпимостью в отношении христианских и еврейских общин в регионе, хотя язычество активно преследовалось. Но по сути члены этих общин были сильно ограничены в своих правах: они были глубоко дискриминированы и принуждены жить в условиях «зависимости и унижения», соблюдая жёсткие правила в отношении богослужений, передвижения, владения собственностью, ремонта зданий и т. д. Им было запрещено обращать в свою веру, совершать богослужения вне специально отведённых мест; приказано уступать мусульманам дорогу на улицах; они были ограничены в территориях, по которым они могли путешествовать, принуждены кланяться перед мусульманскими мечетями и имамами, обязаны носить особую одежду, ограничены в числе паломников, которым позволялось посещать святые места. Христиане и иудеи, согласно мусульманским законам, имели статус «зимми» — то есть имели относительную гражданскую и религиозную свободу, но не имели права носить оружие, служить в армии и ездить на лошадях и были обязаны платить особые налоги. По словам английского историка Джеймса Паркса, в течение первого столетия после мусульманского завоевания, период с 640–740 годы, халифы и губернаторы в Сирии и Святой земле правили полностью христианским и еврейским населением. Далее он утверждает, что, кроме бедуинов, первое время единственными арабами мусульманами к западу от реки Иордан были солдаты гарнизонов.
После 638 года ситуация начала резко ухудшаться. Христианские святыни неоднократно разграблялись и осквернялись преемниками Умара, и повсюду царили жестокие гонения. Благодаря таким методам, значительная часть населения Леванта стала исповедовать ислам. Параллельно происходила арабизация местных жителей, сначала арабский язык стал лингва франка для жителей региона, потом он начал постепенный процесс вытеснения греческого и арамейского языков из повседневного общения. Арабский язык стал доминирующим языком в Леванте к XI веку, это сделало проживавшее там население, на очень короткое время, арабоязычным христианским большинством в Леванте. Самые смертоносные преследования произошли во времена халифа Аль-Хакима Биамриллаха (1007–1009 годы), психопата, прозванного «Нероном Египта» за его безжалостность. Он жестоко преследовал как христиан, так и евреев. Он приказал, чтобы на публике евреи носили маски, изображающие голову быка, и колокольчики на шеях; христиане должны были носить траурную одежду и кресты длиной в один ярд. Кроме того, Аль-Хаким приказал разрушить храм Гроба Господня. При нём крёстные ходы были запрещены, а несколько лет спустя все монастыри и церкви в Палестине были разрушены или конфискованы. Православный епископ Газы XI века Сулейман аль-Газзи занимает уникальное место в истории арабской христианской литературы как автор первого сборника христианской религиозной поэзии на арабском языке. Его стихи дают представление о жизни палестинских христиан и преследованиях, которым они подвергались при халифе аль-Хакиме.
Несмотря на сокращение численности и гонениям, христиане не только продолжали существовать, но и вносили активный вклад в кристаллизацию исламской цивилизации в науке, культуре, политике, урбанизме и других областях (как к примеру Иоанн Дамаскин). Вклад вносился не только в научные области, но и путём открытых дебатов в присутствии халифов между христианскими богословами и мусульманскими правоведами, многие из этих дискуссий сохранились до наших дней. На положение христиан часто влияли отношения между мусульманами и Восточной Римской империей, поскольку победы ромеев отражались на отношениях мусульман к христианам. Так в XI веке халиф Аз-Захир Биллах, согласно договору с Восточной Римской империей, разрешил реконструкцию разрушенных христианских святынь.

### Эпоха крестоносцев и Айюбидов

Иерусалимский крест.

После почти 400 летнего арабского владычества в Палестине, в 1099 году, во время первого крестового похода, пришли европейские крестоносцы, которые захватили эти земли, а их предводитель Готфрид Бульонский учредил Иерусалимское королевство. Власть королевства помимо Палестины распространялась на Ливан и приморскую Сирию. В этот период в Палестине строятся многочисленные замки. В Иерусалимском королевстве была установлена католическая церковная организация, был учреждён пост латинского патриарха Иерусалимского. До этого все христиане на Святой земле были на попечении Православного патриарха Иерусалимского. Помимо патриарха, в Вифлееме, Хевроне, Назарете, Кесарии, Лидде, Тире и Кераке было семь архиепископов, и это разделение озадачило ряд историков, поскольку небольшие города получили классификацию архиепископства, в то время как крупные города, такие как Яффо и Акко, не получили такой привилегии, возможно, из-за потери организованности и путаницы между моделью, которую хотели создать крестоносцы, с одной стороны, и существующей византийской и армянской c другой. В эпоху крестоносцев мечеть Купол скалы превратилась в церковь и штаб-квартиру ордена тамплиеров. Крестоносцы также устроили в пещере Патриархов церковь, которую они назвали церковью Святого Авраама, сделав её религиозным центром для всех соседних областей. Эта церковь следовала монашеским системам августинцев, и впервые это было зафиксировано в документах в 1112 году.
Новое поколение, родившееся и выросшее в Леванте, считало Святую землю своей родиной и негативно относилось к вновь приезжающим крестоносцам. Многие знали греческий, арабский и другие восточные языки, вступали в брак с гречанками или армянками. Из-за чего они были больше похоже на сирийцев, а не на франков. Среди подданных королевства было большое количество православных христиан, армянских и сирийских христиан, с которыми лидеры крестоносцев расходились во мнениях относительно наилучшего способа ведения дел, но мнение, достигнутое накануне Первого крестового похода, заключалось в следующем «жить в мире со всеми приверженцами христианской веры», как заявил патриарх Армянской церкви Нарсес. Население делилось на три неравных, как по количеству, так и по статусу, группы. Высший слой составляли приезжие франки, затем местные христиане и низшая группа — не христиане. Параллельно шло сословное деление, а местные группы населения в свою очередь делились на разные, зачастую враждующие слои, в отличие от наиболее малочисленных и сплочённых франков. Греки, арамеи и евреи продолжали жить так же, как и прежде, подчиняясь своим собственным законам и судам, а их прежние мусульманские правители были просто заменены крестоносцами; мусульмане же теперь присоединились к ним на социальном уровне в обществе. Местные христиане, по крайней мере, чувствовали более тесные связи со своими собратьями крестоносцами-христианами, чем арабами-мусульманами. Тем не менее, некоторые учёные в целом сходятся во мнении, что отношения между православными и католиками в Утремере были хорошими. Рыцарское сословие пополнялось не только за счёт приезжих крестоносцев, в рыцари попадало и местное христианское население, хоть и редко. Иногда в периоды больших людских потерь во время войн короли привлекали на службу всех способных воевать франков или приравненных к ним местное христианское население, а выживавшие в бою наделялись фьефами павших сеньоров с условием перехода на латинский обряд и без шансов в первом поколении войти в знать. Первыми рыцарями из местных стали палестинские армяне, которые считались самыми лояльными среди местного христианского населения, после них уже посвящали и других местных христиан.
В 1187 ощутимый удар по крестоносцам наносит Салах-ад-дин, которому удаётся на время захватить Иерусалим. Затем он основывает в Египте собственную династию Айюбидов. В начале правления Саладина в качестве султана в Египте, по настоянию его советника Кади аль-Фадиля, христианам было запрещено работать в фискальной администрации, но различные эмиры Айюбидов продолжали позволять христианам занимать высокие посты. Был введён ряд других правил, в том числе запреты на потребление алкоголя, религиозных шествий и звон церковных колоколов. Обращение бывших высокопоставленных христиан и их семей в ислам происходило на протяжении всего раннего периода правления Айюбидов. По словам историка Якова Льва, преследования немусульман имели негативные последствия для них, но, тем не менее, они были локальными и сдержанными. Эпоха крестоносцев оставила несколько архитектурных памятников, в том числе монастыри монашеских орденов и церкви, возможно, самые важные из которых были построены на пожертвования религиозных военных орденов, в том числе храм Гроба Господня, который был перестроен и восстановлен в 1149 году, и Собор Акко, который считался самым большим и красивым, построенным в эпоху крестоносцев, как цитируют древние историки.

### Эпоха мамлюков
После прихода мамлюков, египтяне закрепляют своё право на владение Палестиной 3 сентября 1260 года, отразив монгольское нашествие в Битве при Айн-Джалуте. После чего в 1291 году мамлюками был захвачен последний оплот крестоносцев город Акра и латинский патриарх. Христиане и иудеи в султанате управлялись двойной властью, первой были их соответствующие религиозные учреждения и второй была власть султана. Авторитет первой власти распространялся на многие повседневные аспекты христианской и иудейской жизни и не ограничивался религиозными обрядами двух общин. Правительство мамлюков, часто под официальным знаменем пакта Умара, который давал христианам и евреям статус зимми, определяло налоги, которые христиане и евреи платили султанату, включая джизью, также мамлюки давали разрешение на постройку молитвенных домов и проведение публичных мероприятий для христиан и евреев. Евреи в целом жили лучше, чем христиане, последние испытывали больше трудностей при правлении мамлюков, чем при предыдущих мусульманских правителях. Поддержка оказываемая христианскими государствами монголам, а также вследствие использования последними армянских и грузинских христианских вспомогательных воинских подразделений, попытка союза между монголами и державами крестоносцев, а также резня мусульманских общин со стороны монголов, щадящих христиан при захвате городов, способствовали росту антихристианских настроений в эпоху мамлюков. Также ещё одним источником вражды к христианам было негодование по поводу привилегированных позиций, которые многие христиане занимали в бюрократии мамлюков на начальном периоде их правления, но важнейшую роль во всём этом играл именно религиозный фанатизм мамлюков, из-за чего христиане стали идеальными мишенями для их гонений.
Мамлюки проводили жесткую политику по отношению к оставшимся христианам в Палестине, где церкви разрушались, христиане подвергались всем формам угнетения, облагаясь высокими налогами, также христиане были вынуждены носить синий тюрбан, отличающий их от мусульман. Эта политика привела к тому, что многие обратились в ислам или бежали из региона на восток, чтобы избежать произвола мамлюков. Позднее в Леванте мамлюки вытеснили местных маронитов и греческих православных христиан из прибрежных районов как средство предотвращения их потенциального контакта с европейскими державами. Маронитская церковь особенно подозревалась мамлюками в сотрудничестве с европейцами из-за высокой степени связи между маронитской церковью и папством в Риме и христианскими европейскими державами, особенно Кипром. Православная церковь переживала сильный упадок после разрушения мамлюками своего духовного центра Антиохии и разрушения Тимуридами Алеппо и Дамаска в 1400 году, мамлюки разрушали храмы, уничтожали духовенство с целью искоренить любое напоминание о христианстве. После покорения Киликийского королевства в 1374 году, они привели к аналогичному упадку Армянскую церквь, которая имела сильные позиции в Палестине, в дополнение к набегам тимуридов в 1386 году и конфликту между тимуридами и кочевыми туркменскими племенами в Киликии. Мусульманское население благодаря таким методам стало подавляющим большинством, также с целью обращения населения в ислам использовались не только репрессивные меры, мамлюками взамен разрушенных ими христианских святынь было построено множество мечетей и медресе, таких как Макам ан-Наби Ямин, Макам ан-Наби Муса, Макам ан-Наби Рубин и многие другие, которые мусульмане описывали как места захоронения пророков, сахаба и даже тех, кого они считали мучениками времён крестоносцев и до них.
Город Хеврон носил «бедуинский и исламский» характер и был «в значительной степени консервативным» в своём религиозном мировоззрении, и был известен своим религиозным рвением в защите своих религиозных объектов от евреев и христиан, но еврейская и христианская общины, по-видимому, были хорошо интегрированы в экономическую жизнь города. С эпохи мамлюков до XIX века город включал в себя «христианский квартал», который продолжал существовать до османского периода, только чтобы исчезнуть, потому что христианская община в Хевроне подвергалась активным преследованиям.
Господство Бурджитов над бахритскими мамлюками вкупе с повторяющимися засухами, эпидемиями и мором, такими как Чёрная смерть, и огромные налоги со всего населения для покрытия расходов на войны с крестоносцами, монголами и тимуридами привело к полнейшему произволу и экономическому упадку. К концу их правления, с ослаблением внутреннего контроля и массовыми потерями населения из-за эпидемий, пришли бедуины, которые желали воспользовавшись ослаблением обороноспособности мамлюков, и захватить крестьянские хозяйства у беззащитного населения. Они разграбили Рамлу в 1481 году и уничтожили армию мамлюков, которая была собрана в Газе для отпора им. К концу XV века население Иерусалима составляло примерно 10 000 человек, в основном мусульман, примерно 1000 христиан и 400 евреев.

### Эпоха турок-османов

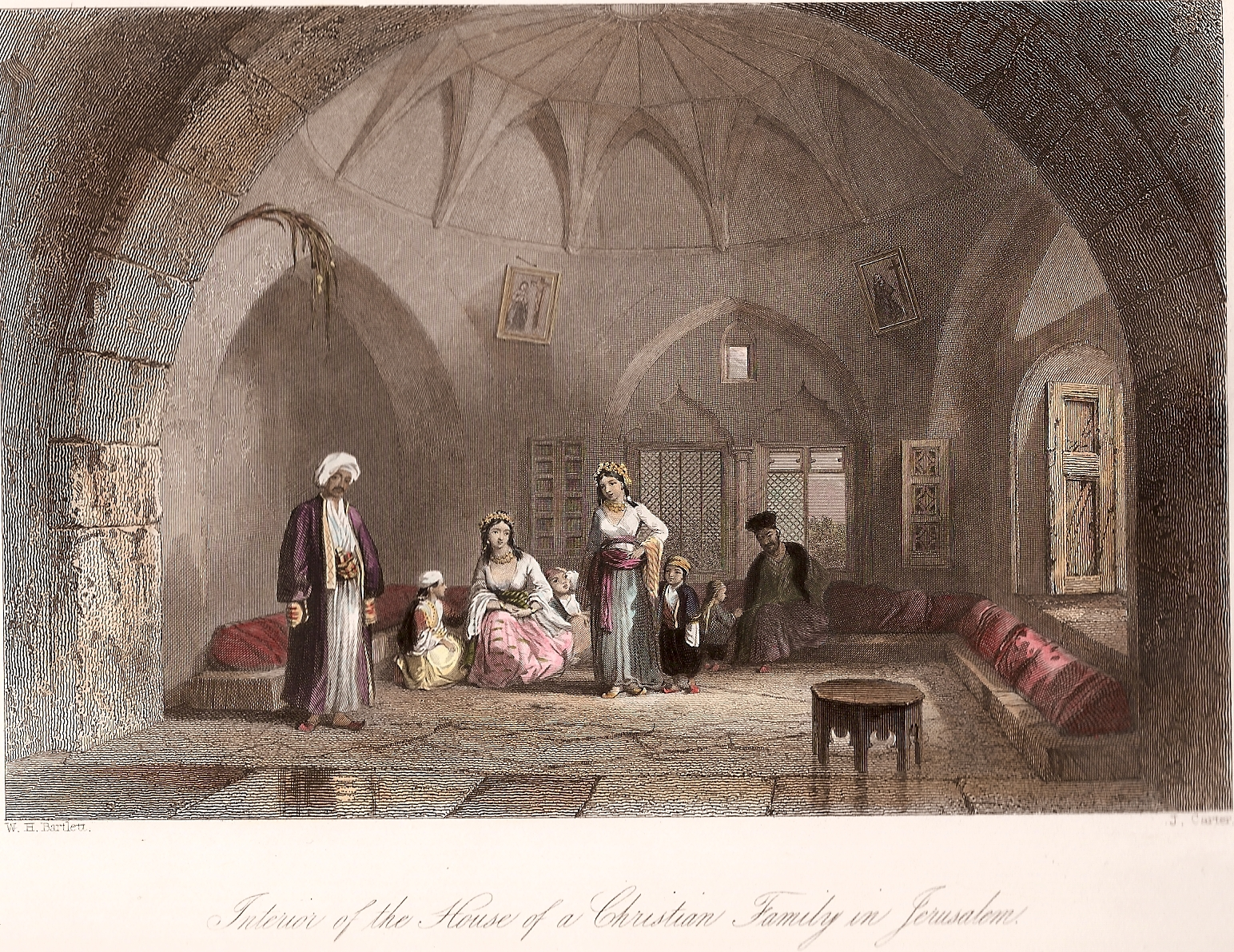
Интерьер дома христианской семьи в Иерусалиме. Гравюра Уильяма Генри Бартлетта, приблизительно 1850 год

В 1517 году территория Палестины была завоевана турками-османами под предводительством султана Селима I (1512—1520 годы). Правление турок укрепило и обеспечило центральное положение и важность ислама как доминирующей религии в регионе, Палестина же во время их правления была слабо развита и малонаселена. В течение 400 лет она оставалась частью огромной Османской империи, охватывавшей значительную часть юго-восточной Европы, всю Малую Азию и Ближний Восток, Египет и Северную Африку.
В конце XVI века большинство сельского населения в Иудее было преимущественно христианским, как жители деревень так и племена местных бедуинов. Христиане были рассеяны по многочисленным городам и деревням в окрестностях Иерусалима, некоторые из которых были заселены христианами не только со времён Римской империи, но и франкского владычества. В число деревень с христианским населением входили Тайбех, Бейт-Рима, Джифна-ан-Насара, Рамаллах, Ябруд, Суба, Турку, Нахалин и Артас. Христиане, жившие в этих деревнях, были в основном православными верующими, хотя существовали исключения, такие как сиро-якобитская христианская община в Абуде.
В XVIII веке Римская католическая церковь проводила активные действия в отношении православных христиан с целью склонения их для перехода под власть папы римского. Позже, при инициативе римского папы Бенедикта XIII, из отложившихся иерархов Антиохийской православной церкви была создана Мелькитская греко-католическая церковь, которая на сегодняшний день имеет значительное количество прихожан со стороны палестинцев-христиан соперничая с Иерусалимской православной церковью. В 1800 году население Палестины не превышало 300 тысяч, 25 тысяч из которых составляли христиане, которые были весьма рассеяны по Палестине. Главные места концентрации христианского населения — в Иерусалиме, Назарете и Вифлиеме — контролировались православной и католической церквями. Евреи (главным образом сефарды) составляли 5 тысяч и в основном были по-прежнему сосредоточены в Иерусалиме, Цфате, Тверии и Хевроне. Остальное население страны (около 270 тысяч) составляли мусульмане, почти все — сунниты.
Во время правления друзского эмира Фахра ад-Дина II францисканским монахам было предоставлено право восстанавливать базилику Благовещения в Назарете, проводить раскопки вокруг христианских мест в Галилее, основывать школы. Губернатор Захир аль-Умар аз-Зейдани поощрял религиозную терпимость, христианскую и еврейскую иммиграцию в Галилею, приток христиан привёл к значительному росту христианских общин в Акко и Назарете, и христиане той эпохи способствовали развитию экономики из-за относительной лёгкости общения с европейскими торговцами, сетей поддержки, которые многие поддерживали в Дамаске или Константинополе, и их роли в сфере услуг. Христианская семья Саббаг из Цфата, жившая в том месте на протяжении многих поколений, служила финансовым и административным советником в правительстве Захира аль-Омара, а в Цфате эта семья имела на высоком уровне отношения с лидерами римско-католической общины, к которой они сами принадлежали. Условия изменились в эпоху Ахмеда-паши аль-Джаззара, когда христиане подвергались неоднократным нападениям и преследованиям в Назарете и Иерусалиме, в то время как христиане в Рамле и Лоде подвергались убийствам, разграблениям, в итоге многие были вынуждены бежать.
Исламизация Палестины была главным образом результатом процессов урбанизации и деурбанизации под властью мусульманских правителей. В византийский период Палестина могла похвастаться более чем тридцатью городами или поселениями с епископской кафедрой. Большинство из этих городов пришли в упадок под властью мусульман и в конце концов исчезли; некоторые из них превратились в деревни или местечки, другие были полностью разрушены. Во многих случаях это приводило к ослаблению или полному исчезновению местной церковной администрации. Со временем большая часть местного населения приняла ислам. В течение этого периода только Наблус и Иерусалим сохраняли свой городской статус, именно поэтому, по словам Эрлиха, там выжили религиозные меньшинства (самаритяне и христиане соответственно).
В XIX веке, когда международный интерес к Палестине рос и там появлялись иностранные институты, появляется само понятие «палестинцы-христиане». Исходя из крайне нестабильной турецкой власти и законов, которые приводили к периодическим гонениям против христиан, европейские державы объявляли себя защитниками христиан на Востоке, что привело к «системе протекторатов» в соответствии с которой каждая европейская страна защищала христианских подданных, исповедующих её религию. Католики Османской империи были соответственно под защитой Франции и Австрии, так как Габсбурги считали правителей Австрийской империи защитниками католицизма, в то время как православные были поставлены под защиту Российской империи, а Англия защищала протестантов. С 1839 года в империи наступила эпоха «танзимат» (реорганизации), которая продолжалась при трёх султанах — Абдул Меджиде, Абдул Азизе и Абдул Хамиде. Эти реформы также затронули и Палестину. Новые законы, выравнивали в правах подданных султана несмотря на их вероисповедание, эти законы способствовали развитию частной собственности, производства сельскохозяйственной продукции и уровня жизни, чем многие палестинцы-христиане пользовались, став достаточно обеспеченной прослойкой в обществе. Городская элита начала осуществлять попытки строительства многоконфессионального гражданского общества. Однако, на деле реформы османских властей не смогли кардинально улучшить ситуацию, Вальтер Лакер пишет, что Палестина в середине XIX века пребывала в состоянии полного упадка.
Г. А. Любарский, описывая Палестину последних лет XIX века, подверг жёсткой критике работу местных административных органов империи. Он писал, что огромные взятки, которые нужно выплачивать местным чиновникам, убивают любую инициативу и делают собственника почти беззащитным. Он приводит пример с проектом строительства современного водопровода в Иерусалиме, который не был реализован из-за того, что размер взяток по нему достиг половины стоимости самого проекта. Первая мировая война подорвала развитие провинции, были разорваны связи с поставщиками товаров, в том числе и продовольствия, население страдало от голода. Султан выступил в войне на стороне Германии, что предопределило поражение и расчленение страны. К концу октября 1917 года британская армия вторглась в Палестину с юга и взяла Беер-Шеву, Газу и Яффо. 11 декабря 1917 года войска генерала Алленби вступили в Иерусалим. Север страны оставался под турецким управлением до сентября 1918 года, а затем Палестина полностью перешла под контроль Великобритании, и таким образом османская эпоха управления Палестиной была завершена.

### Новое время

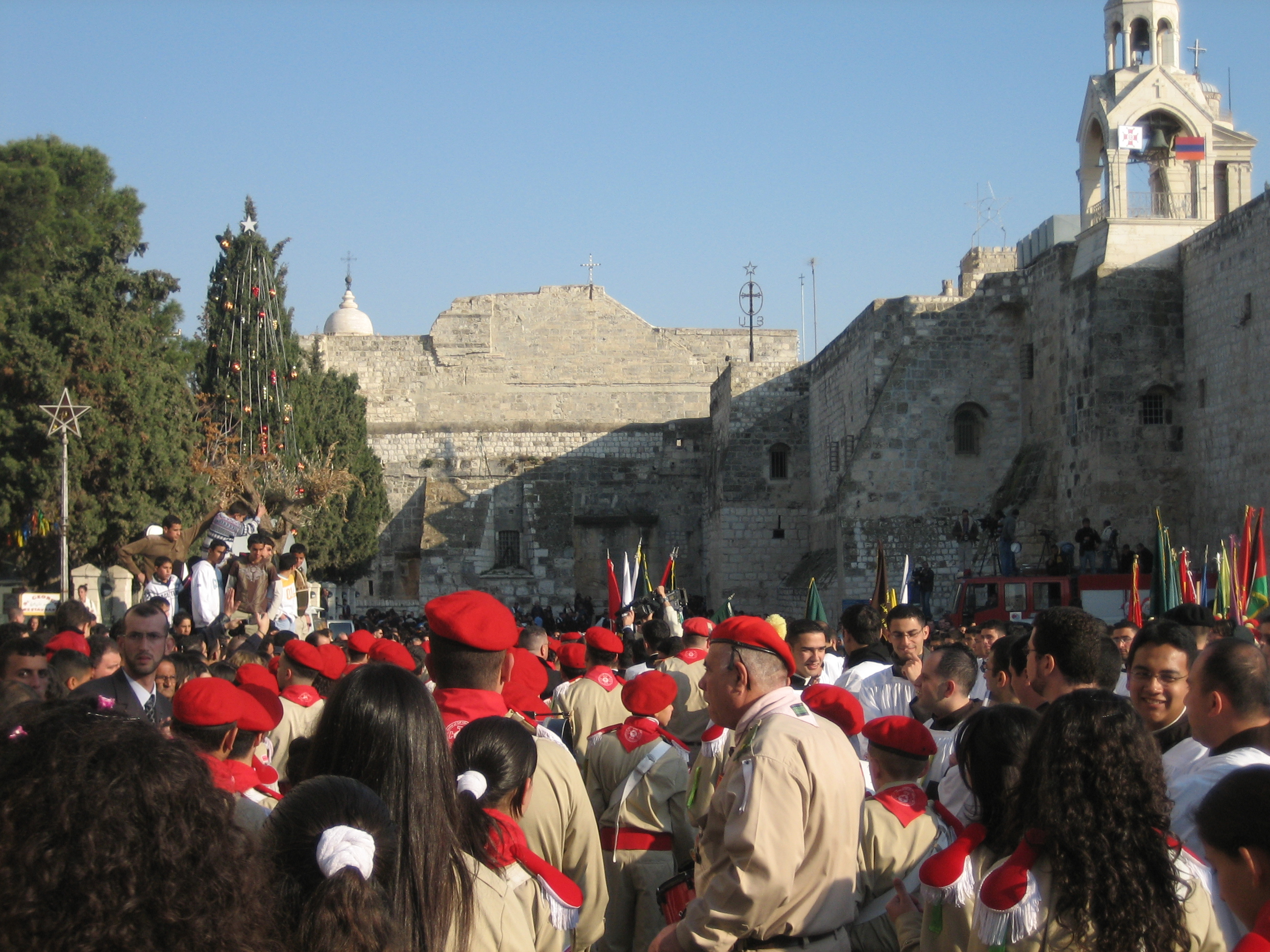
Палестинские христианские скауты в канун Рождества перед церковью Рождества Христова в Вифлееме (2006).

Когда британцы после Первой мировой войны получили от Лиги Наций мандат на управление Палестиной, многие высокопоставленные лица в Лондоне были удивлены обнаружив большое количество лидеров из христиан в палестинских арабских политических движениях. Британские власти в подмандатной Палестине не могли понять приверженности палестинских христиан к арабскому национализму.
Палестинцы-христиане владели газетой Falastin, которая была основана в 1911 году в городе Яффа. Газета часто описывается как одна из самых влиятельных газет в исторической Палестине. Она помогла сформировать палестинскую самобытность и национальный дух, она несколько раз закрывалась османскими и британскими властями. Профессор кафедры экономики университета Иллинойс Фред Готтейл пишет, что за период 1922—1931 годы в подмандатной Палестине наблюдался быстрый экономический рост, сопровождаемый беспрецедентным для Ближнего Востока ростом уровня жизни. Причинами этого роста были: эмиграция в Палестину европейских евреев, сопровождаемая европейским капиталом и европейскими технологиями; создание британского подмандатного правительства в Палестине, обязанности которого включали экономическое развитие Палестины. В результате мандата, британский капитал и британские технологии последовали за британской властью. Этот рост, по мнению Готтейла, стал причиной массовой иммиграции арабов из соседних стран в Палестину.

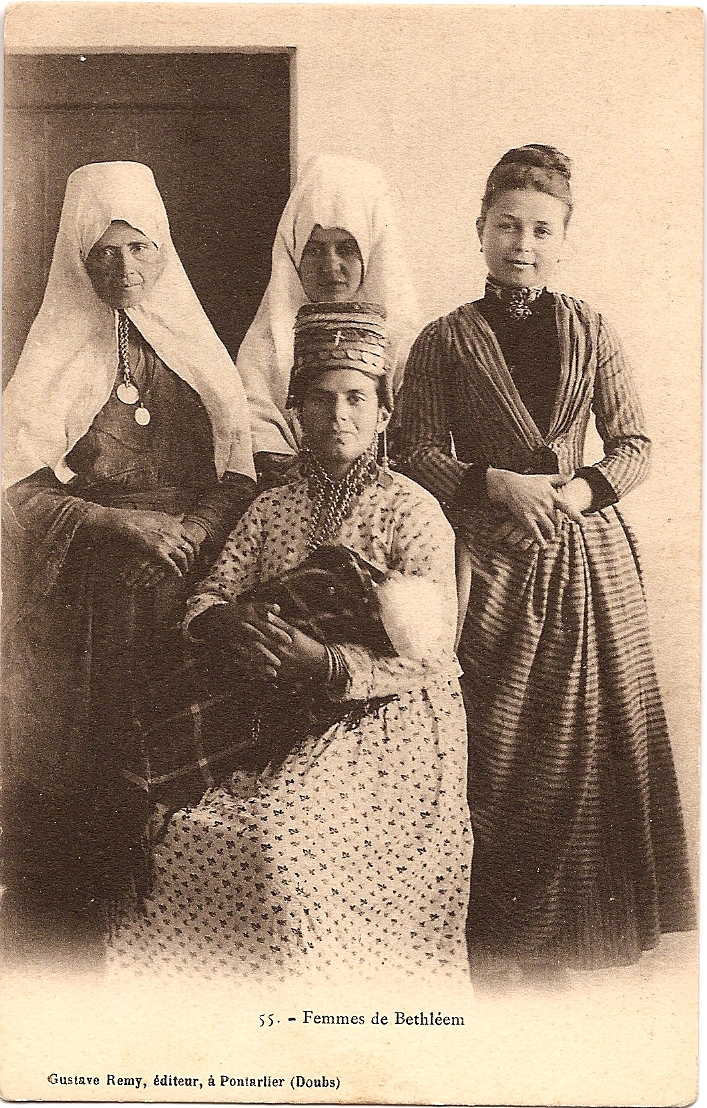
Четыре христианки из Вифлеема, 1911 год

Серьёзным испытанием для палестинцев-христиан стала война за независимость Израиля или Арабо-израильская война, палестинцы-христиане оказались в самой гуще событий и многие просто пытались уцелеть. По результатам войны множество людей покинуло свои дома и больше уже не вернулись. Люди пытались помочь друг другу проводя пастырскую работу и помогая тысячам бездомных беженцев. Итоги войны создали хорошие условия для будущего развития теологии освобождения среди части католиков. Бегство или изгнание населения затрагивала главным образом мусульман, как к примеру в деревнях: Маалот-Таршиха, Mиелия, Дайр-эль-Касси, и Салабан. Многим христианам было разрешено вернуться в то время как мусульманам всячески воспрещалось это делать. Но были места, которые христианское население покинуло навсегда, так в Икрите и Кафр-Бириме ЦАХАЛ, в начале существования Израиля, выселил христианское население из деревень. В нескольких случаях солдаты Хаганы даже совершали военные преступления против христианского населения устроив внесудебные казни в деревнях Айлабун и Аль-Басса. Однако, со временем, Израиль стал проводить политику, которая бы расположила к себе христианское население, для этого власти Израиля стали привлекать различных известных людей, чтобы те в своих общинах агитировали за положительное отношение к Израилю. Так по просьбе Патриарха мелькитского Хакима многим христианским семьям после войны было разрешено вернуться на места своего исконного проживания, в обмен на эту услугу его обязали провести антикоммунистическую кампанию в Израиле.
После Арабо-израильская войны 1948 года христианское население на Западном берегу реки Иордан, под контролем Иордании, значительно снизилось из-за сильной эмиграции вызванной ужасным экономическим положением региона после войны, а также притеснений со стороны мусульманских соседей и властей Иордании, которые обвиняли христиан в поддержке «сионистов» во время войны. Из-за этого в Палестинской автономии ныне проживает менее 1 % христиан. В Израиле после войны христианское население также убавилось, в 1950 году они составляли 21 % от арабского населения Израиля, а теперь они составляют всего 9 % от арабского населения, многие эмигрировали в страны Латинской Америки поскольку, на тот период, там были лучшие экономические условия. Тенденции к эмиграции христиан с Западного берега и Газы сильны и в наши дни, по сравнению с соседним Израилем, где эмиграция христиан прекратилась, а их численность медленно стала расти и превышает по численности христиан на Палестинских территориях. Опрос, проведённый CBS в 2021 году, показал, что 84% христиан удовлетворены жизнью в Израиле, что контрастирует с ситуацией на Палестинских территориях, где условия для проживания христиан оказались намного хуже.

### Новейшее время — после войны 1967 года
В 2009 году агентство Reuters сообщило, что на Западном берегу остались 47 000−50 000 христиан, около 17 000 являются католиками, а большинство остальных являются прихожанами православной церкви и других восточных церквей. И Вифлием, и Назарет, которые когда-то в подавляющем большинстве были христианскими, теперь имеют мусульманское большинство. Сегодня приблизительно три четверти всех вифлеемских христиан живут за границей, и большое количество иерусалимских христиан, живёт в Сиднее, Австралия, чем в самом Иерусалиме. Христиане теперь составляют 2,5 % населения Иерусалима. Остальные включают в себя несколько родившихся в Старом городе, когда христиане составляли большинство.

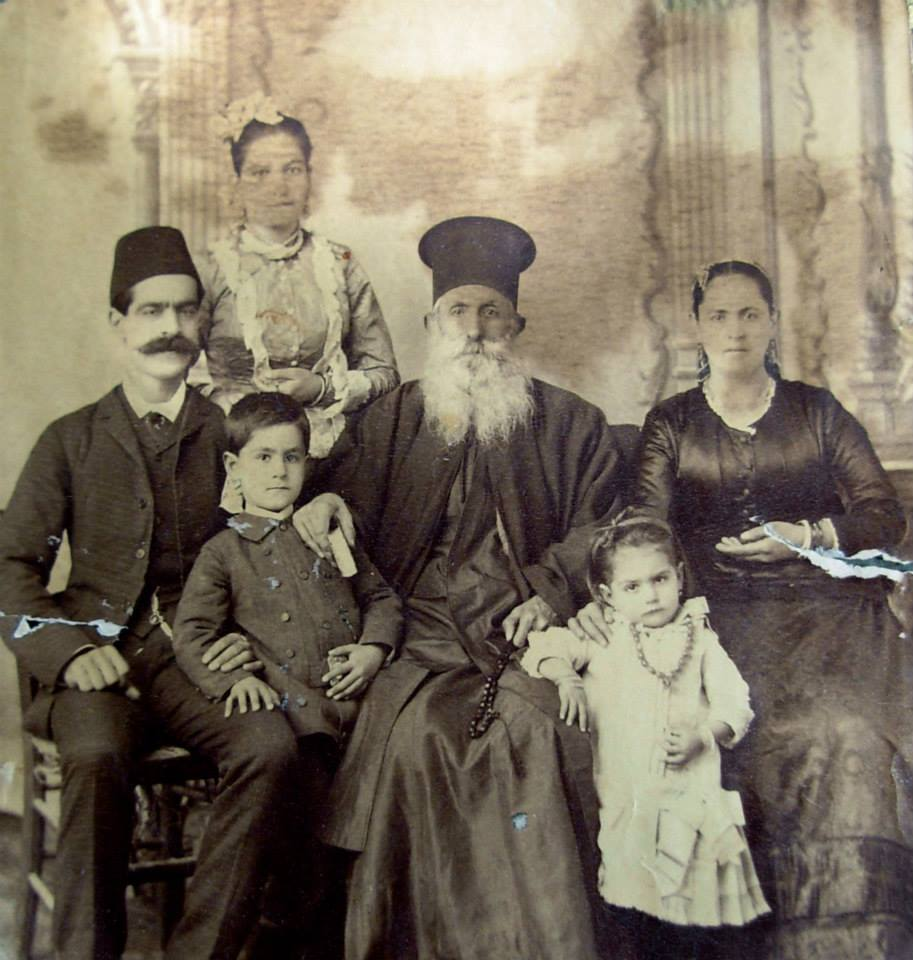
Семья православного священника из Иерусалима (три поколения), около 1893 года.

В феврале 2009 года группа активистов на Западном берегу реки Иордан написала открытое письмо с просьбой к папе римскому Бенедикту XVI отложить свою запланированную поездку в Израиль, если его правительство не изменит своё отношение к палестинцам. Но папа римский всё равно начал свой пятидневный визит в Израиль и палестинскую автономию в воскресенье, 10 мая, планируя выразить поддержку христианам региона. В ответ на критику палестинцев о визите понтифика, пресс-секретарь МИД Израиля Игаль Пальмор отметил, что: «Он [папа римский] будет служить делу мира гораздо лучше, если его визит будет воспринят как паломничество для дела мира и единства».
В апреле 2014 года ЦАХАЛ начал направлять призывные уведомления арабской христианской молодежи, информируя о возможности вступить добровольцами в армию. В течение 2013 года численность христианских добровольцев в армии росла. По состоянию на декабрь 2013 года в ЦАХАЛе служило около 140 христиан, а в резерве ещё 400 христиан. Отец Габриэль Наддаф из Назарета, являющийся одним из самых активных сторонников призыва палестинцев-христиан, учредил «Форум по призыву христиан в ЦАХАЛ» и выразил уверенность, что это поможет увеличить число добровольцев из среды христианской молодёжи для службы в израильской армии.
В июле 2014 года в ходе операции «Несокрушимая скала» происходила демонстрация израильских арабов-христиан в городе Хайфе в знак протеста против исламского экстремизма на Ближнем Востоке и в поддержку Израиля и ЦАХАЛа. В 2015 году христианские школы в Израиле объявили забастовку в начале учебного года в знак протеста против бюджетных сокращений, направленных против них. Забастовка затронула 33 000 учеников, 40% из которых были мусульманами. В 2013 году Израиль покрывал 65% бюджета палестинских христианских школ в Израиле, в том году этот показатель сократился до 34%. Христиане говорят, что теперь они получают треть того, что получают еврейские школы, при дефиците в 53 миллиона долларов.

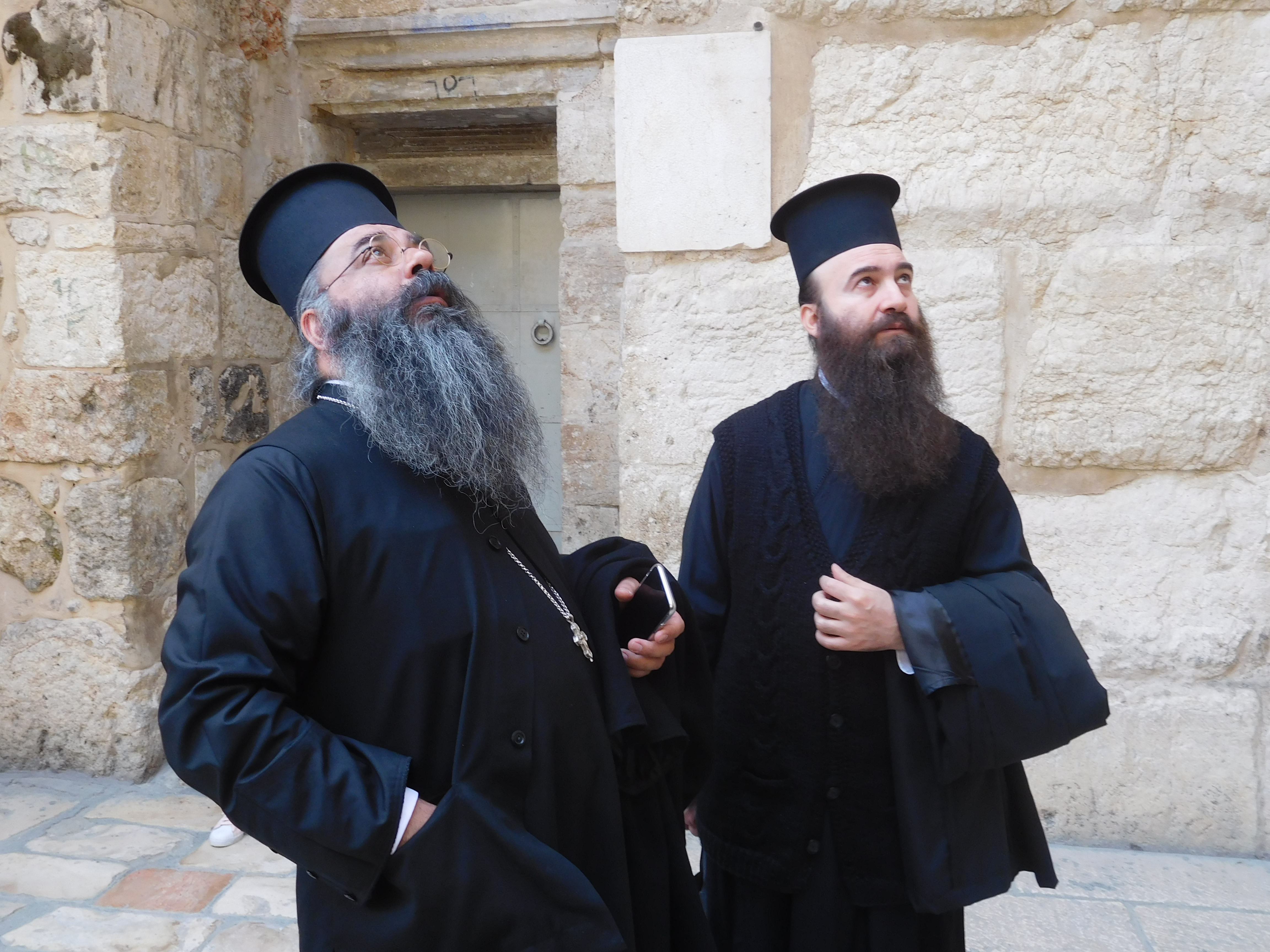
Настоятель Храма Гроба Господня архиепископ Исидор (справа) и священник, 2018

В феврале 2018 года ряд представителей палестинской православной общественности обратили внимание, что на всём Ближнем Востоке нет ни одного высшего духовного учебного заведения для христиан. Поэтому многие здесь верят и надеются, что Россия и Греция окажут помощь в создании первого на Ближнем Востоке христианского института для подготовки священнослужителей. Это предложение поддержал посол Палестины в России Абдельхафиз Нофаль. Он одобряет и поддерживает давно назревшую идею и рассчитывает на главенствующее участие в проекте Русской Православной Церкви.
20 ноября 2019 года на встрече в Москве с патриархом Иерусалимским Феофилом III и патриархом Московским Кириллом президент России Владимир Путин отметил печальную участь христиан «в своей колыбели» на Ближнем Востоке. Президент выразил уверенность, что для защиты христиан Ближнем Востоке нужно объединение усилий с представителями других конфессий, в том числе приверженцев ислама и иудаизма.

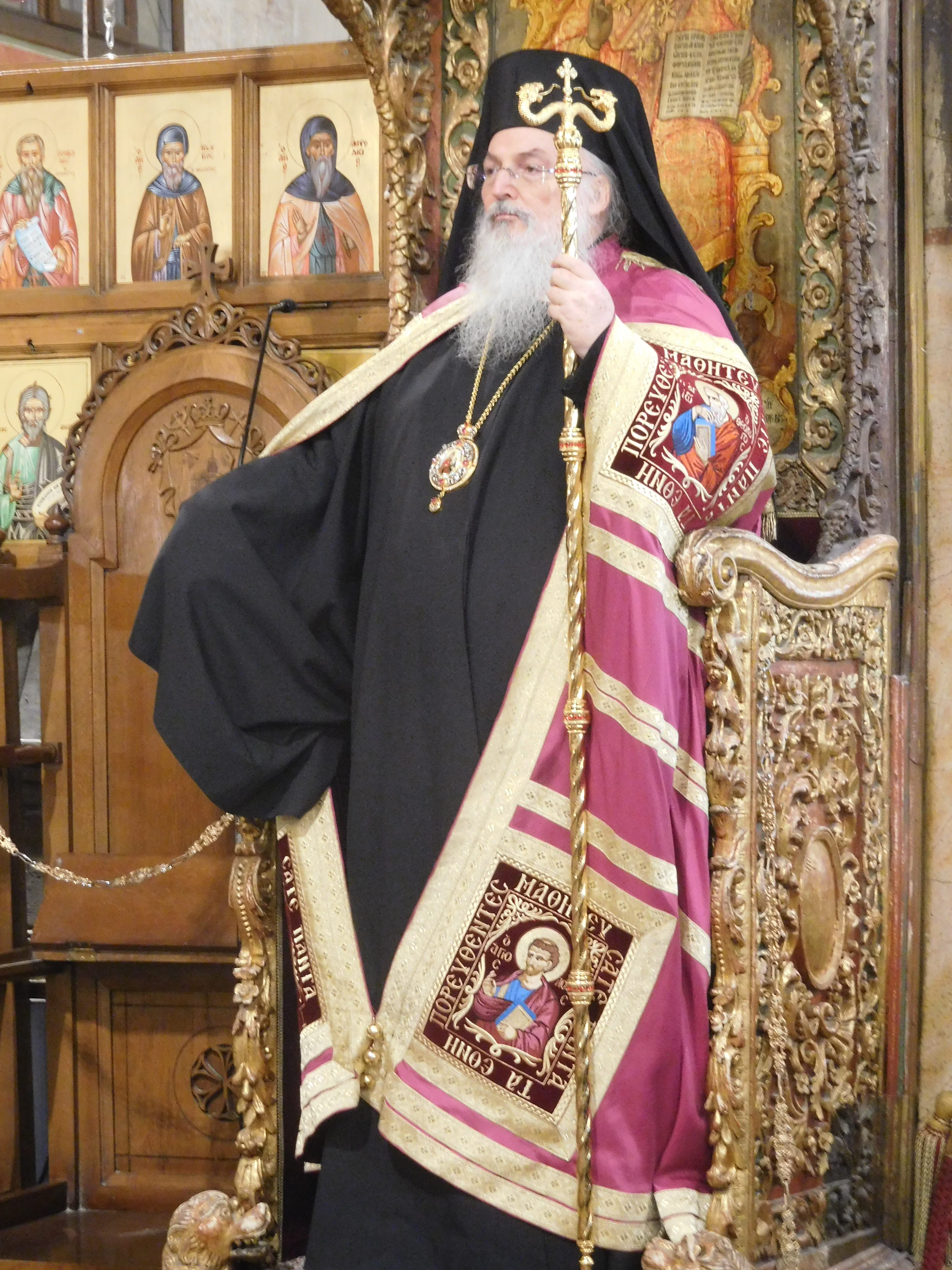
Архиепископ Иорданский Феофилакт (Георгиадис). Февраль 2018

#### Война в Газе
С началом ожесточённой войны между Израилем и террористической организацией ХАМАС в октябре 2023 года в секторе Газа местные христиане стали одними из жертв данного конфликта, в частности, старейшая православная церковь Газы, церковь Святого Порфирия, была серьёзно повреждена целенаправленным ударом со стороны авиации Израиля, также израильским снайпером были убиты две женщины–католички в приходе Святого Семейства на севере Газы. В июле 2025 года израильские войска атаковали католическую церковь Святого Семейства в городе Газа, в результате чего погибли два человека.

## Политические и другие вопросы
По состоянию на 2018 год, в правительстве Палестинской автономии из 17 его членов было 5 министров-христиан. Мэры в Рамалле, Бирзейте, Вифлиеме, Забабдехе, Джифны, Йен Арики, Абоуды, Тэйбэхы, Бейт-Джалы и Бейт-Сауры — христиане. Губернатор Тубаса, Марван Tубасси, является христианином. Бывший палестинский представитель в Соединённых Штатах, Афиф Салех, христианин, как и посол Палестинской автономии во Франции Хинд Хури. Палестинская женская футбольная команда имеет большинство мусульманских девушек, но капитан, Хоней Tальех, христианка из Вифлеема. Многие из палестинских чиновников и политиков, таких как министры, советники, послы, работники консульств, начальники миссий, руководители ПНА, ПЗС, ООП, ФАТХ — христиане. Некоторые христиане были частью богатых слоёв палестинского общества, которые покинули страну в 1948 году после Арабо-израильская войны. Многие поселились в Западном Иерусалиме.

### Документ «Кайрос Палестина» (2009)
В декабре 2009 года ряд видных палестинских христианских активистов, как священнослужителей, так и мирян, опубликовали палестинский документ Кайроса «момент истины». Авторы документа «Кайрос Палестина», Почетный Патриарх Мишель Саббах от латинского Патриархата Иерусалима, Лютеранский епископ Иерусалимский Муниб Юнан, и архиепископ Феодосий Аталла Ханна Себастии от греческого православного Патриархата Иерусалима, подняли проблему необходимости мира и справедливости в религиозных и политических аспектах палестинского и израильского обществах, международного сообщества, и для «наших христианских братьев и сестёр в церкви» во всем мире. Они считают, что нынешние усилия на Ближнем Востоке ограничиваются урегулированием кризиса, а не поиском приемлемых и долгосрочных решений проблем.

### Новообращённые христиане, перешедшие из ислама
Хотя их всего несколько сотен, существует община христиан, которые обратились из ислама. Они не сосредоточены в одном конкретном городе и в основном принадлежат различным евангельским и харизматическим общинам. В связи с тем, что переход из ислама в христианство является преступлением в соответствии с исламским законом шариата, эти лица, как правило, живут тихо, не афишируя себя.
Согласно исследованию, проведенному в 2015 году, около 300 христиан имели мусульманское происхождение в Израиле.

### Центр «Теологии экуменического освобождения: Сабель»
Богословский центр экуменического освобождения Сабеля является христианской неправительственной организацией, базирующейся в Иерусалиме; был основан в 1990 году по итогам конференции по теме «Теология освобождения Палестины». Согласно его веб-сайту, «Сабил является экуменическим низовым освободительным теологическим движением среди палестинских христиан. Вдохновлённая жизнью и учением Иисуса Христа, эта теология освобождения стремится углубить веру палестинских христиан, содействовать единству между ними в направлении социальных действий. Sabeel стремится развивать духовность, основанную на любви, справедливости, мире, ненасилии, освобождении и примирении для различных национальных и религиозных общин. Слово „Sabeel“ по-арабски означает „путь“, а также „канал“ или „весны“ живительной воды».
Сабель подвергся критике за убеждение, что «Израиль виновен исключительно в происхождении и продолжении израильско-палестинского конфликта» и за использование «антисемитских образов против Израиля, а также за неравенство иудаизма как „племенного“, „примитивного“ и „исключительного“ в отличие от „универсализма“ христианства и „эксклюзивности“». Кроме того, Даниэль Финк от имени неправительственной организации NGO Monitor писал, что лидер Sabeel Наим Атик охарактеризовал сионизм как «шаг назад в развитии иудаизма», а евреев как «угнетателей и разжигателей войны».

### Фонд христиан Святой земли
Христианский Экуменический Фонд Святой Земли (HCEF) был основан в 1999 году экуменической группой американских христиан для сохранения христианского присутствия на Святой Земле. HCEF заявил, что цель состоит в том, чтобы попытаться сохранить присутствие и благополучие арабских христиан на Святой Земле и развивать узы солидарности между ними и христианами в других странах. HCEF предлагает материальную помощь для палестинских христиан и церквей. Защитники со стороны западных христиан HCEF солидарны с христианами в Святой Земле.

## Демография и деноминации

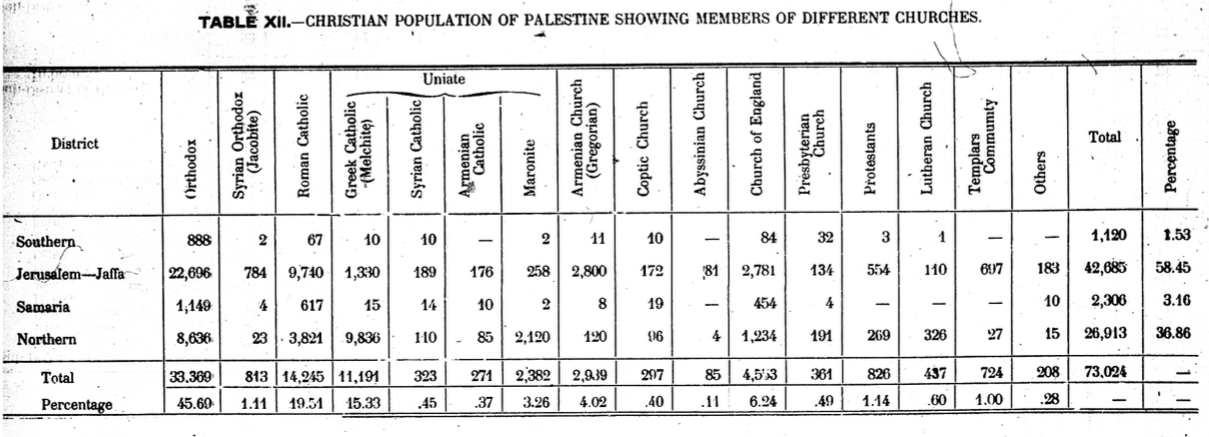
Христианские конфессии в Палестине по переписи 1922 г.

Пирамида численности христиан в Израиле в 2021 году.

По переписи населения Палестины в 1922 году, было около 73 000 палестинцев-христиан: 46 % православных, 20 % католиков и 20 % греко-католиков (униатов). Перепись зарегистрировала более 200 населённых пунктов с христианским населением. Итоговые данные для христианского населения в подмандатной в Палестине были: православные 33 369, сиро-яковиты 813, католики 14 245, мелькиты 11 191, сиро-католики 323, католики армянского обряда 271, марониты 2 382, Армянская апостольская церковь 2 939 , копты 297, Эфиопская православная церковь 85, англикане 4 553, пресвитериане 361, лютеране 437, другие 208.
В 2009 году, по различным оценкам, насчитывалось около 50 000 христиан на палестинских территориях, в основном, на Западном берегу реки Иордан, около 3 000 в секторе Газа. Из общего христианского населения 154 000 в Израиле, около 80 % обозначены как арабы, многие из которых идентифицируют себя в качестве палестинцев. Большинство (56 %) палестинских христиан живут в палестинской диаспоре.

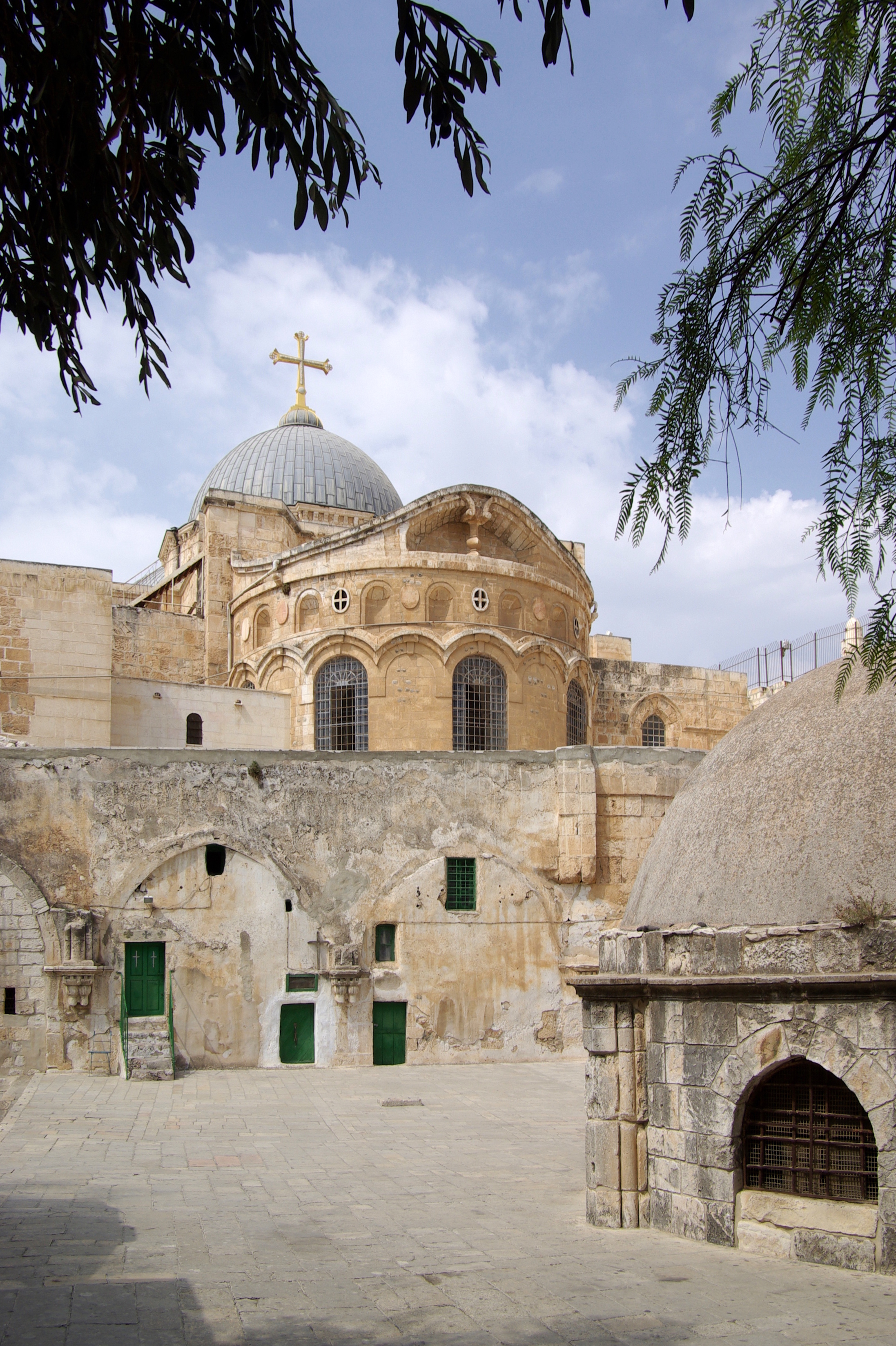
Вид на храм Гроба Господня, Иерусалим

Около 50 % палестинских христиан принадлежит к Иерусалимской православной церкви, древнейшей автокефальной поместной православной церкви, одной из пяти древних патриархатов Вселенской церкви.
Патриарх Феофил III Иерусалимский, является лидером Иерусалимской православной церкви, но в течение двух лет не мог получить официального признания от правительства Израиля. 14 февраля 2005 года, всего за полгода до избрания в патриархи, он был рукоположён в сан епископа и избран архиепископом Фаворским. В мае того же года его предшественник патриарх Ириней I, из-за обвинений в причастности к ряду скандальных сделок с недвижимостью, был отстранён от должности сперва Синодом, а потом Всеправославным собором в Фанаре.
Патриарх Иерусалима латинского обряда Римско-католической церкви Пьербаттиста Пиццабалла, является лидером католиков в Иерусалиме, Палестине, Иордании, Израиля и Кипра. Англиканский епископ в Иерусалиме Сухейль Давани, который заменил епископа Риаха Абу Аль Ассала. Элиас Шакур, палестинский беженец, был мелькитом, архиепископ Хайфы, Акко и Галилеи. Епископ Евангелическо-лютеранской церкви в Иордании и Святой Земли (ELCJHL) доктор Муниб Юнан является президентом Всемирной лютеранской федерации.
В 2019 году примерно 70,2 % арабских христиан проживали в Северном округе, 13,3 % в Хайфском округе, 9,5 % в Иерусалимском округе, 3,4 % в Центральном округе, 2,7 % в Тель-Авивском округе и 0,5 % в Южном округе. Приблизительно 23,5 % христиан неарабского происхождения проживали в районе Тель-Авива, 19,4 % в районе Хайфы, 17,5 % в Центральном округе, 14,4 % в Северном округе, 14,3 % в Южном округе и 9,8 % в Иерусалимском округе.
В Назарете проживает самое большое арабское христианское население, за ним следует Хайфа. Большинство арабского меньшинства Хайфы — христиане. Арабские общины христиан в Назарете и Хайфе, как правило, более богаты и образованны по сравнению с другими арабами в других частях Израиля. Арабы-христиане также живут в ряде других населённых пунктах Галилеи; таких как Абу-Снан, Аррабе, Бина, Дейр-Ханна, Ибилин, Джудейда-Макр, Кафр-Кана, Мукейбл, Рас-эль-Эйн, Рейне, Сахнин, Шфарам, Туран и Яфия.
Такие населённые пункты, как Эйлабун, Джиш, Кафр-Ясиф и Раме, преимущественно населены христианами, а почти всё население Фассуты и Миилия — христиане-мелькиты. В некоторых друзских деревнях, таких как Далият-эль-Кармель, Эйн-Киния, Хурфейш, Исфия, Кисра-Смеа, Магхар, Мадждаль-Шамс и Пкиин, проживает небольшое арабское христианское население. Смешанные города, такие как Акко, Иерусалим, Лод, Маалот-Таршиха, Ноф-ха-Галиль, Рамла, Тель-Авив и Яффо, имеют значительное арабское христианское население.

### Христиане Газы
По состоянию на 2018 год, в Газе проживают около 2000 христиан, большую часть из которых составляют палестинцы, их число неуклонно сокращается. Христианская община Газы в основном живёт в городе, особенно в районах, прилегающих к трём основным церквям: церковь Святого Порфирия, католический приход «Святой семьи» на улице Зейтун, в дополнение к англиканской часовне в арабской Евангелической больнице «Аль-Ахли Аль-Араби». Православная церковь «Святой Порфирии», датируемая XII веком. Баптистская Церковь Газы — единственная в городе Евангельская Церковь; она находится недалеко от Законодательного Совета (здание парламента).
Перепись показала, что 40 % от христианской общины работает в медицинском, образовательном, инженерном и юридическом секторах. Кроме того, церкви в Газе славятся своими гуманитарными и образовательными услугами, которые они предлагают. Например, школа латинского Патриархата предлагает помощь в виде медикаментов, социальных и образовательных услуг. Школа предлагает свои услуги уже почти 150 лет.
В 1974 году идея создания новой школы была выдвинута отцом Джалилом Авадом, бывшим приходским священником в Газе, который признал необходимость расширения школы латинского патриархата и строительства нового комплекса. В 2011 году в школе Святого семейства обучалось 1250 учеников, а Римско-Католическая начальная школа, которая является продолжением школы латинского Патриархата, продолжает принимать больше молодых студентов. Начальная школа была создана примерно 20 лет назад. Помимо образования, людям предлагаются и другие услуги без какой-либо дискриминации. Услуги включают женские группы, студенческие группы и молодёжные группы, такие как те, которые предлагаются в баптистской Церкви в будние дни.

### Роль веры и религии

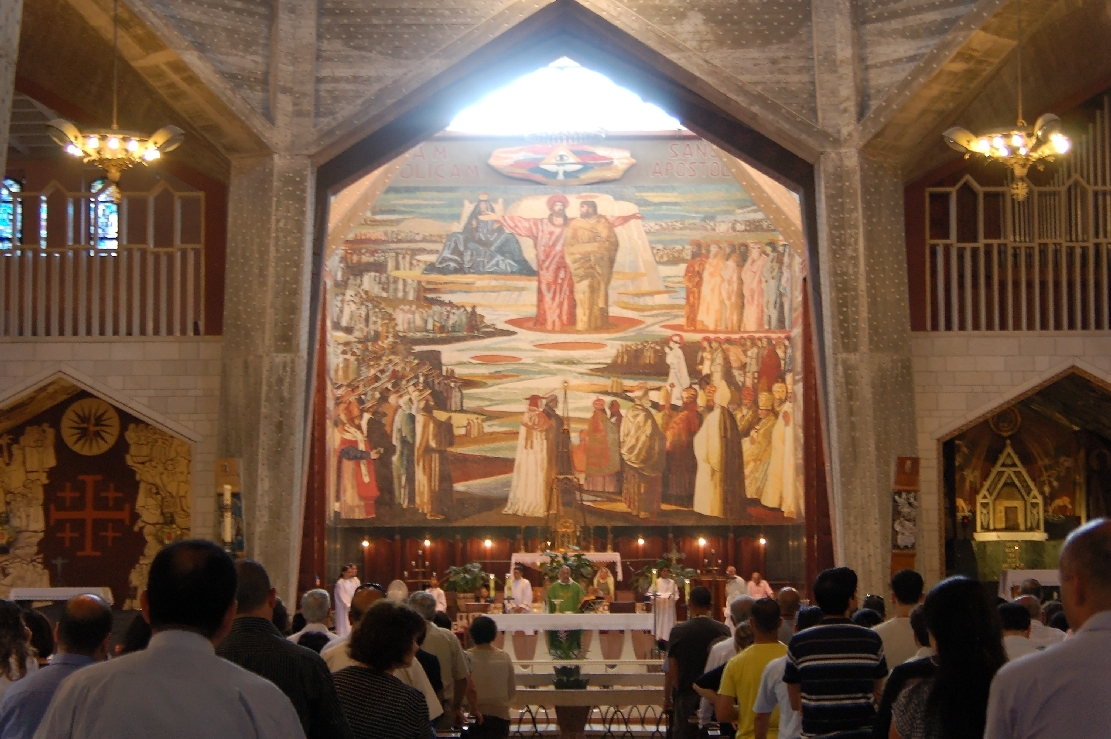
Католическая месса в базилике Благовещения в Назарете.

Христиане в Израиле, как правило, более религиозны, чем израильские евреи и друзы. Более половины (57 %) говорят, что христианская вера очень важна в их жизни. Около трети (34 %) молятся ежедневно, а 38 % сообщают, что посещают церковь по крайней мере раз в неделю. Израильские христиане также чаще, чем евреи и друзы, участвуют в еженедельных богослужениях. Почти все (94 %) Израильские христиане верят в Бога, из которых 79 % говорят, что они абсолютно уверены в этом.
Согласно опросу Исследовательского центра Пью, проведённому в 2015 году, 60 % христиан в Израиле постятся во время Великого поста, большинство (81 %) также сказали, что у них дома есть иконы Святых или другие Святые фигуры. Из них 83 % утверждали, что их иконы были помазаны святым елеем. Опрос также показал, что большинство израильских христиан (89 %) считают Библию словом Божьим, из которых 65 % считают, что Библию следует понимать буквально. 33 % христиан верят, что Иисус вернется при их жизни, что было аналогично числу мусульман, придерживавшихся этой веры (33 %).
Большинству христиан неприятно, что их ребёнок вступает в брак с людьми другой веры.

### Образование
Палестинцы-христиане (или арабы-христиане Израиля) — одна из самых образованных этнических групп в Израиле. Издание «Маарив» описывает христианский арабский сектор как «самый успешный в образовательной системе», так как арабы показывают самые высокие отметки и успехи, по сравнению с другими социальными и этническими группами, получающими образование в Израиле. У арабов-христиан один из самых высоких баллов при вступительных экзаменах в высшее учебное заведение, они показывают, в среднем, 64 % поступлений — как по сравнению с мусульманами и друзами, так и в сравнении с еврейской образовательной системой, как репрезентативной группой, хотя, всё же, чуть ниже, чем гражданская (не-религиозная) еврейская система обучения (64,5 %) и религиозными евреями (65,9 %). Арабы-христиане также опережают многие группы по уровню реализации права на высшее образование, и получают академическую научную степень и степень бакалавра чаще, чем другие группы населения Израиля. Несмотря на то, что арабские христиане составляют лишь 2,1 % всего израильского населения, в 2014 году на них приходилось 17 % всех студентов в университетах страны, и 14,4 % студентов колледжей. Также арабы-христиане имеют один из самых высоких показателей успеха в сдаче экзаменов по математике (69 %). В 2013 году Израиль покрывал 65 % бюджета арабских христианских школ в Израиле. Уровень студентов, обучающихся в области медицины, также выше среди студентов арабов-христиан по сравнению со студентами из других секторов. Процент арабских христианских женщин, обучающихся в высших учебных заведениях, выше, чем в других секторах.
Согласно исследованию «Являются ли арабы-христиане новыми израильскими евреями? Размышления об образовательном уровне арабских христиан в Израиле» Ханны Дэвид из Тель-Авивского университета, одним из факторов, почему арабы-христиане являются наиболее образованной частью населения Израиля, является высокий уровень христианских образовательных учреждений. Христианские школы в Израиле являются одними из лучших школ в стране, и хотя эти школы составляют лишь 4 % арабского школьного сектора, около 34 % студентов арабских университетов являются выпускниками христианских школ, и около 87 % израильских арабов, работающих в секторе высоких технологий, получили образование в христианских школах.

### Социально-экономическое положение
С точки зрения своего социально-экономического положения арабские христиане больше похожи на евреев, чем на мусульман. У них самый низкий уровень бедности и самый низкий процент безработицы, который составляет 4,9 % по сравнению с 6,5 % среди евреев. У них также самый высокий средний доход домохозяйства среди арабских граждан Израиля и второй по величине средний доход домохозяйства среди израильских этнорелигиозных групп. Арабские христиане также хорошо представлены в науке и в профессиях белых воротничков. В Израиле, арабские христиане изображаются как трудолюбивое и образованное этнорелигиозное меньшинство, принадлежащее к верхушке среднего класса. Согласно исследованию, большинство христиан в Израиле (68,2 %) заняты в сфере услуг, то есть в банках, страховых компаниях, школах, туризме, больницах и т. д.

### Идентичность
Христиане в Израиле чаще, чем евреи, мусульмане и друзы, говорят, что гордятся своей идентичностью. Около 89 % опрошенных говорят, что у них сильное чувство принадлежности к христианской общине. Две трети считают, что на них лежит особая ответственность помогать другим членам своей религиозной группы по всему миру, которые нуждаются в помощи. Большинство палестинцев-христиан в наше время видит себя как культурно так и лингвистически арабами-христианами чьи предки, жили во времена первых последователей Иисуса Христа. Они дистанцируют себя от римлян, арабов, греков и крестоносцев.
Природа христианской идентичности также различается у разных христиан. Христиане в Израиле примерно поровну разделены между теми, кто говорит, что их идентичность в основном зависит от религии (31 %), теми, кто говорит, что быть христианином это в основном вопрос происхождения и/или культуры (34 %), и теми, кто говорит, что их идентичность характеризуется сочетанием религии и происхождения/культура (34 %).
В сентябре 2014 года министр внутренних дел Израиля Гидеон Саар подписал приказ о том, чтобы христианское меньшинство в Израиле могло регистрироваться в качестве арамеев, а не арабов. Под руководством Министерства внутренних дел люди, родившиеся в христианских семьях или кланах, которые имеют либо арамейское, либо маронитское происхождение, имеют право зарегистрироваться в качестве арамеев. Новый порядок должен был коснуться около 200 семей. Согласно статье Исраэль хайом от 9 августа 2013 года, в то время, по разным оценкам, 10 500 человек имели право на получение этнического статуса арамейца в соответствии с новым положением, включая 10 000 маронитов (в том числе 2000 бывших членов АЮЛ) и 500 сирийских католиков.
Ещё одной важной вехой в признании арамейского меньшинства в Израиле стало решение израильского суда 2019 года, который постановил, что арамейское меньшинство может выбирать еврейское или арабское образование, вместо того чтобы автоматически направлять детей с арамейской идентичностью в школы с арабским языком обучения.
Признание арамейской этнической принадлежности вызвало неоднозначную реакцию среди израильских меньшинств, христианской общины и среди всего арабо-израильского населения в целом. В то время как некоторые праздновали успех своей долгой юридической борьбы за признание в качестве неарабского этнического меньшинства, другие члены арабской общины в Израиле осудили это как попытку разделить арабских христиан. Представители православной церкви официально осудили этот шаг.
Многие представители израильских академических кругов выступают за признание арамейской идентичности и призвали правительство Израиля повысить осведомлённость по этому вопросу на основе международного принципа этнического самоопределения, закреплённого в 14 пунктах Вильсона. Одним из самых убеждённых сторонников признания арамейской идентичности является Габриэль Наддаф, который является одним из лидеров христиан в Израиле. Он выступал от имени своих арамейских последователей и поблагодарил решение МВД Израиля как «исторический шаг».

## Преследования
В письме конгрессмена Генри Хайда президенту Джорджу Уокеру Бушу в 2007 году Хайд заявил, что «христианская община размалывается в мельнице горького израильско-палестинского конфликта, находясь посередине между противоборствующими сторонами, они неизменно становятся жертвами».
Были сообщения о нападениях на палестинцев-христиан в секторе Газа со стороны мусульманских экстремистских группировок. Председатели и премьер-министры ПНА, и многие другие политические и религиозные деятели обычно открещиваются от нападений.
Пьербаттиста Пиццабалла католический Титулярный архиепископ Вербе и Апостольский администратор Иерусалима, 4 сентября 2005 года дал интервью итальянской газете Corriere della Sera, где сказал: «Почти каждый день — повторяю, каждый день — наши общины здесь подвергаются нападениям исламских экстремистов. Если не делают этого члены Хамаса и Джихада, то и так найдутся охотники, которых Палестинская автономия и не собирается наказывать. Один раз мы даже распознали среди террористов, напавших на нас, работников полиции Махмуда Аббаса [президента Автономии] и боевиков Фатха, его партии, которая вроде должна бы нас охранять».
В соответствии со статьёй в «Телеграф», многие христианские лидеры заявляют, что одной из проблем, которую не смог решить Израиль, является практика некоторых ортодоксальных еврейских школ, где детей учат, что это их религиозная обязанность — нападать на кого-либо из христиан, имеющего духовный сан, с которыми они сталкиваются в общественных местах.
После комментариев папы римского Бенедикта XVI об исламе в сентябре 2006 года пять церквей, не связанных с католицизмом — среди них англиканские и православные церкви — были обстреляны на Западном берегу и в Газе мусульманскими экстремистскими группировками. Бывший лидер ХАМАС Исмаил Хания официально открестился от нападений.
В октябре 2007 года Рами Айяд, баптистский учитель, управляющий единственного христианского книжного магазина в секторе Газа, после получения угроз был убит (обезглавлен) мусульманскими экстремистами, а его книжный магазин сожжён.
Армяне в Иерусалиме, идентифицированные как палестинцы-христиане или армяне Израиля, также подвергаются нападкам и угрозам со стороны различных экстремистских групп и хулиганов. Так в сентябре 2009 года между двумя армянскими священниками и ортодоксальным евреем разгорелась драка из-за его плёвка в сторону священного христианского объекта.
В ноябре 2009 года Берланти Аззам, палестинка-христианка студентка из Газы, была не допущена к продолжению учёбы в Рамалле. Берланти Аззам, была выпускницей бизнес-школы Вифлеемского университета, до окончания которого оставалось 2 месяца, когда её остановили на контрольно-пропускном пункте израильской армии. Аззам сказала, что израильские военные завязали ей глаза и надели наручники, прежде чем депортировать в Газу, заявив, что у неё было просрочено разрешение на проживание.
Некоторые СМИ в Израиле и Соединённых Штатах утверждали, что палестинские христиане подвергаются систематической дискриминации и преследованиям со стороны преимущественно мусульманского населения и правительства Палестинской автономии, которая закрывает на всё глаза, с тем чтобы изгнать христиан со своей родной земли.
Опрос, проведённый в 2012 году, показал, что христиане в Израиле процветают и хорошо образованы, но некоторые опасались, что агрессивное поведение мусульман спровоцирует массовый исход на Запад.
26 сентября 2015 года был подожжён монастырь Мар-Шарбель в Вифлееме, что привело к сожжению многих помещений и повреждению различных частей здания. Для установления причин этого пожара было начато уголовное расследование. Представители Маронитской Церкви обвинили исламских экстремистов в поджоге.
Мусульмане также всё чаще прибегают к подстрекательству и насилию в отношении христиан, которые в ответ стали заявлять о своей поддержке ЦАХАЛ. Так, к примеру, был жестоко избит сын Габриэля Наддафа, известного священника Иерусалимской православной церкви, который считается произраильски настроенным. В последние годы Наддаф столкнулся со значительной враждебностью со стороны мусульман.
Часть церковных клириков выразили обеспокоенность по поводу экстремистских группировок в израильском обществе. В 2023 году латинский патриарх — глава Латинской церкви на Святой земле — заявил, что сдвиг в сторону ультраправой политики при премьер-министре Биньямине Нетаньяху привёл к усилению нападений на христиан. Президент Израиля Исаак Герцог, а также начальник израильской полиции осудил насилие в отношении христиан. Начальник израильской полиции заявил, что полиция проводила операции по «искоренению» этого явления. Однако христиане заявляют, что они не обязательно чувствуют себя защищенными властями.
В марте 2023 года законодатели Кнессета Моше Гафни и Яаков Ашер представили законопроект, который запрещал бы прозелитизм христианства в Израиле. Из-за возмущения евангельских христиан в Америке, которые в целом поддерживают Израиль, премьер-министр Нетаньяху объявил, что не даст законопроекту ходу.
На территории Западного берега с июля 2024 года продолжается борьба между христианской семьёй Кисия и израильскими поселенцами, пытающимися конфисковать их землю в возле города Бейт-Джала. Ещё одной горячей точкой стало нападение израильских поселенцев на христианскую деревню Тайбех, возле Рамаллы, в июне 2025 года.

### Вифлеем

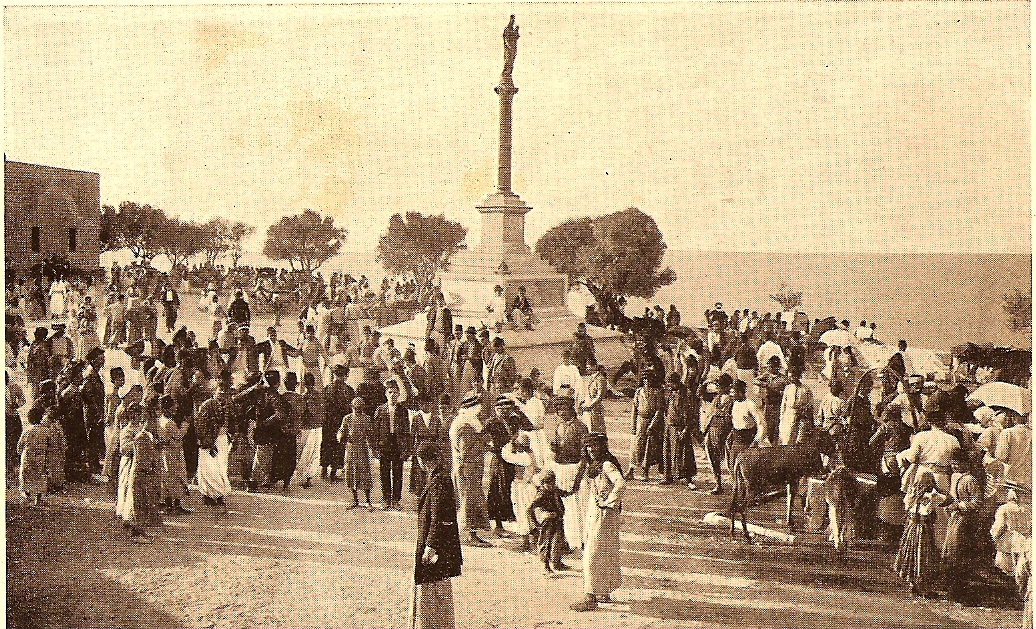
Празднование (до 1948 года) праздника в честь пророка Илии в монастыре Стелла Марис на горе Кармель, 20 июля

Христианские семьи являются крупнейшими землевладельцами в Вифлееме и часто подвергаются нападениям. Представители христианских семей Вифлеема говорят об изменении традиционной религиозной идентичности города, так же как и деревни, в которых доминируют кланы бедуинов, близкие к Вифлеему. Рост покупки арабами мусульманами земель, которые, как говорят, финансируются Саудовской Аравией, и случаи рейдерского захвата земли используя поддельные документы, рассматриваются христианами как подрывание их демографического присутствия в регионе. За исключением Бейт-Сахура, где христиане и мусульмане разделяют сильное чувство местной идентичности. Христиане опасаются обсуждать эти вопросы публично в международных СМИ, так как есть большой риск, что их высказывания могут привести к отрицательной реакции со стороны мусульманских экстремистов.
В последнее время в районе Назарета участились антихристианские инциденты, вызванные ростом активности джихадистских сил на Ближнем Востоке. Многие христиане жаловались на то, что подвергаются нападкам со стороны мусульман, которые, по их мнению, пытаются либо изгнать их из городов с традиционно многочисленным христианским населением, либо «убедить» их принять ислам. Например, в 1999 году радикально настроенные мусульмане в Назарете устроили беспорядки, пытаясь отнять землю у христиан, где находилась главная христианская святыня, чтобы её снести и построить свою мечеть. В ходе одного инцидента в 2014 году перед церковью в Назарете был установлен флаг террорестической организации ИГИЛ.

### Христианская иммиграция
Помимо соседних стран, таких, как Ливан и Иордания, многие палестинские христиане эмигрировали в страны Латинской Америки (особенно в Аргентину и Чили), а также в Австралию, США и Канаду. Согласно докладу Independent, тысячи палестинцев-христиан эмигрировали в Латинскую Америку в 1920-х годах, когда Палестина пострадала от засухи и тяжёлого экономического кризиса.
Сегодня в Чили находится самая большая Палестинская христианская община в мире за пределами Леванта. В Чили проживает 450 000 палестинских христиан, большинство из которых являются выходцами из Бейт-Джалы, Вифлеема и Бейт-Сахура. кроме того, Сальвадор, Гондурас, Бразилия, Колумбия, Аргентина, Венесуэла и другие латиноамериканские страны имеют значительные палестинские христианские общины, некоторые из которых иммигрировали почти столетие назад во времена Османской Палестины.
Различные факторы влияют на исход христиан: большинство христиан, покидающих территорию ПА, опасаются за свою безопасность, подвергаясь преследованиям и угрозам со стороны мусульманских соседей. Другими факторами, вызывающими отток христианского населения, являются социальная нестабильность и недостаток экономических возможностей. Доля христиан среди общего населения Палестинской автономии сокращается к тому же из-за относительно низкого уровня рождаемости. Положение христиан в ПА усугубляется тем, что ведущие мировые державы, в которых христианство является ведущей религией, отказываются вмешиваться, не желая портить отношения с мусульманскими странами, в том числе, с арабскими государствами.

## Культура
Палестинцы-христиане по состоянию на начало XX века разделяли многие из своих традиций с мусульманскими соседями. В некотором отношении это было последствием многовековой власти мусульман над христианским населением, вследствие чего доля христиан постепенно уменьшилась, а те кто остался должны были жить по мусульманским законам основанным на шариате. В других случаях большое место имело то, что традиции, разделяемые христианами и мусульманами, были результатом процесса слияния традиций и культур, вследствие чего то, что когда-то было еврейским, было перенято христианами, а впоследствии взято и мусульманами. Многие мусульмане и христиане Палестины праздновали одни и те же праздники, в честь тех же самых святых, даже если они упоминались под различными именами. Например, святыни, посвящённые Святому Георгию, рассматривались как святыни посвящённые Хидр-Ильясу, слияния Пророка Илии и мифического духа Хидры. Или другой пример, в случаях, если мусульманские женщины, испытывавшие трудности с зачатием, они могли отправиться в Вифлеем и там помолиться о ребёнке перед иконой Богородицы.
Между арабами христианами и общей палестинской средой нет серьёзных культурных различий. Но они всё же присутствуют и проистекают из моментов связанных с верой и религией; на общественных мероприятиях, участниками которых являются христиане спокойно подают и употребляют алкогольные напитки, в отличие от мусульман, которым запрещено употреблять алкоголь. Палестинские христиане делают обрезание для своих мальчиков так же часто, как мусульмане и евреи, хотя закон об обрезании был отменён в Новом Завете Апостолами. Арабы христиане в Израиле чаще всего свободно владеют тремя языками: арабским, ивритом и английским. С другой стороны, христиане на Западном берегу чаще всего свободно владеют такими тремя языками как: арабский, английский и французский.

### Праздники

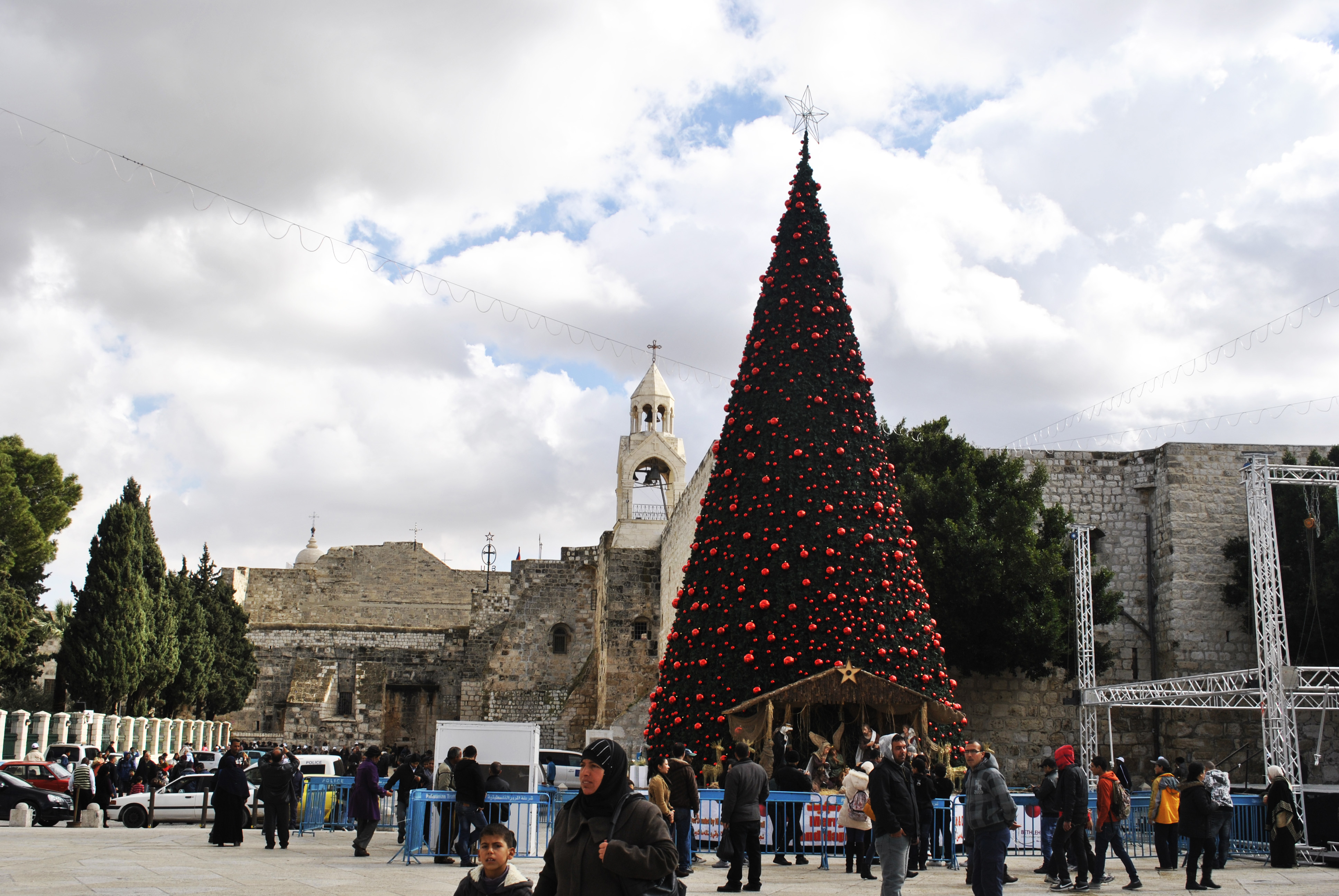
Рождественская ёлка на площади возле базилики Рождества Христова.

Христиане празднуют Рождество по григорианскому и юлианскому календарям, православная и восточные церкви придерживаются юлианского календаря, когда праздник выпадает на 7 января, католическая церковь и протестанты празднуют по григорианскому календарю, когда праздник выпадает на 25 декабря, в то время как армяне празднует Рождество 19 января, совмещая Богоявление и Рождество Христово по юлианскому календарю. Рождество ассоциируется с собранием семьи и общественными торжествами, в первую очередь с размещением рождественских украшений, включая Рождественскую ёлку, часто размещаемых под "Рождественским гротом" или рядом с ним, где размещены фигуры, представляющие события происходившие во время рождения Христа, в первую очередь Иисуса в детстве, его мать, Иосифа Плотника, а также пастухов и других людей. Праздник трёх царей пришёл с Запада, но он стал частью общих рождественских традиций, точно так же, как раздача подарков детям, которая ассоциируется с символической фигурой Санта-Клауса или деда Мороза. Рождественские богослужения проводятся в Вифлееме, в частности, в базилике Рождества Христова, перемежаясь рождественскими процессиями, большая часть которых проходит через внешний двор церкви. Самым близким к Рождеству праздником является Новогодняя ночь, которая проходит в ночь на 31 декабря. Семейные торжества обычно проводятся в канун Рождества и Нового года, а Рождественская ярмарка ежегодно проводится в Вифлееме и Назарете и длится несколько дней, перемежаясь развлекательными программами, в последние годы в ней принимают участие представители всех конфессий.
Пасха, которой предшествует Страстная неделя, в свою очередь, связана со смертью и воскресением Христа, она проводится в Иерусалиме во время крёстного пути в Страстную пятницу. Есть и другие, менее важные праздники, и часть их по значимости связана с определёнными регионами, например, Ильин день приобретает особый характер в Хайфе, а в Шфараме проводятся торжественные празднования вместе с зажжением огня в Воздвижение Креста Господня. День Святого Георгия в Лоде, Яффо и на палестинских территориях является популярным семейным праздником, многие палестинцы-мусульмане также принимают участие в праздновании этого праздника. В Назарете праздник Успения Пресвятой Богородицы широко отмечается 15 августа, где проводятся религиозные мероприятия и семейные застолья, в то время как Варварин день также широко отмечается среди христиан. Варёная пшеница и кукуруза, которые подаются с сахаром, гранатом или другими подслащивающими добавками, известны как Барбара и являются традиционным блюдом на Варварин день, подаваемым как разновидность десерта. Кроме того, палестинские христиане отмечают праздник Палестинской Богоматери, когда сотни христиан ежегодно, в последнее воскресенье октября, совершают паломничество к святыне посвящённой Деве Марии в монастыре Рафат, чтобы отдать ей дань уважения.

### Фольклор

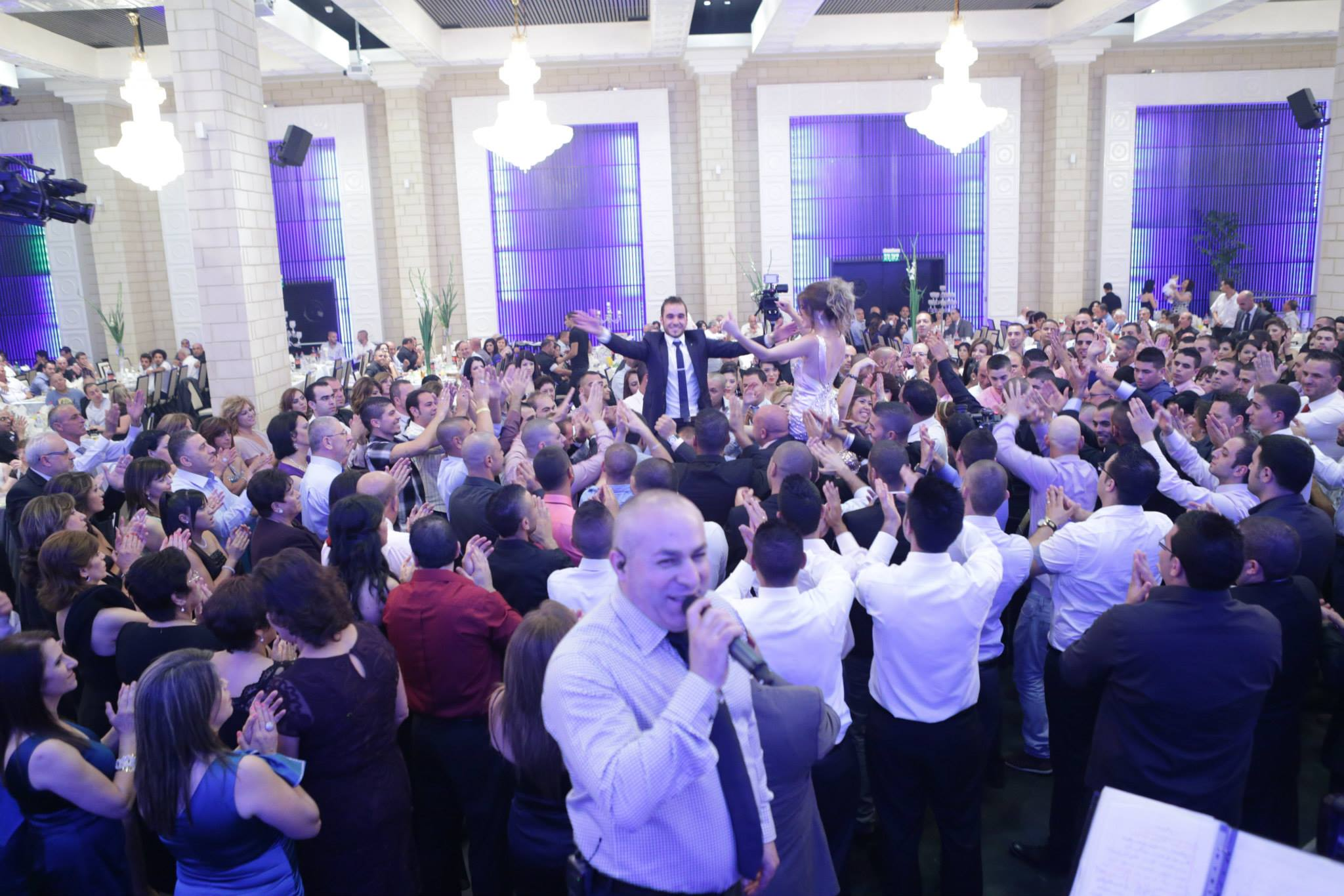
Палестинская христианская свадьба в Галилее.

Палестинский фольклор сформировал образ, выражающий палестинскую христианскую культуру, включая сказки, музыку, танцы, легенды, устные сказания, пословицы, шутки, народные приметы, обычаи и традиции, которые составляют палестинскую культуру. Как и все палестинское население в целом, танец дабка является самым известным в области традиционного коллективного танцевального искусства в Палестине и регионе в целом. Христианская деревня Таибех, которая находится недалеко от Рамаллы, ежегодно организует фестиваль пива, в котором принимают участие местные жители, иностранцы и гости деревни, чтобы попробовать местное палестинское пиво и народную кухню. Фестиваль обычно включает в себя множество мероприятий, связанных с традиционными танцами и народной музыкой.
Христиане разделяют популярную литературу в Палестине, которая была основана главным образом на заджале, народных пословицах и биографиях рассказчиков. Христианские писатели и мыслители оставили свой след в литературе в её современном понимании, это связано с периодом Нахда в XIX веке, когда распространились иностранные и национальные миссионерские школы, которые сыграли важную роль в появлении литературных обществ, чьи труды легли в основу поэтико-литературного ренессанса в Леванте и Египте в частности, палестинской христианской диаспоры в Америке.
Религиозные и народные традиции в палестинской свадьбе у мусульман связаны с обычаями и ритуалами, практикуемыми и христианами; если обычаи и традиции различаются по религиозной ориентации, они сходятся в области народной культуры в частях предшествующих свадебной церемонии и следующих за ней.

### Кухня

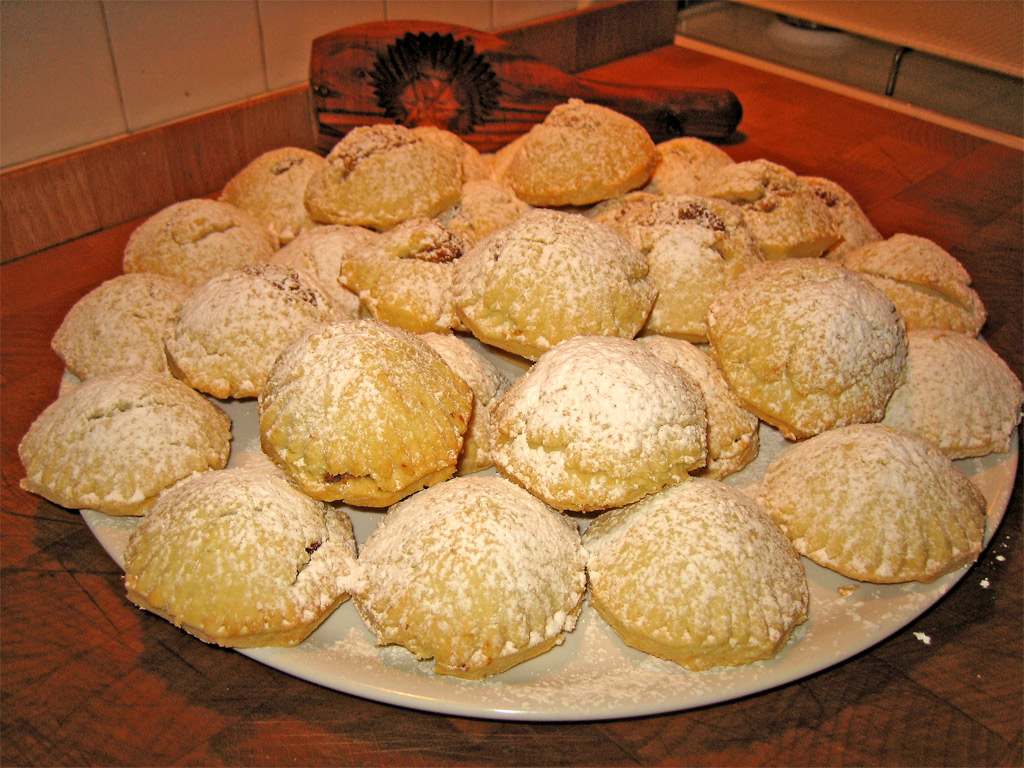
Маамуль — одна из традиционных пасхальных сладостей.

Христианство, как правило, не запрещает какие-либо виды пищи или напитков. В целом, христианская палестинская кухня похожа на стиль блюд и кухонь, которые распространились в Леванте, включая киббех и долма. Кебаб это одно из самых известных блюд палестинской кухни в целом и христианской в частности, которые основаны в основном на мясе. Существуют также различные виды мясного фарша. Что касается продуктов, которые частично или полностью не основаны на мясе, которые едят особенно во время Великого поста, то они, в свою очередь, обычно подаются как часть завтрака, среди которых можно упомянуть фатех, фалафель, фасоль, хумус, бурекас и, возможно, фаттуш и табуле. Христианские традиции оказали большое влияние на палестинскую кухню мусульман через постную кухню, на блюда, где нет мяса и продуктов животного происхождения. Как палестинские христиане, так и нерелигиозные палестинцы употребляют алкогольные напитки. Хотя большинство христианских общин не имеют запрета на употребление свинины, свинина не распространена среди христиан на Западном берегу, поскольку там их почти не выращивают.
Что касается сладостей, то они делятся на так называемые арабские сладости, такие как кнафе и маамуль. На Пасху палестинские христиане готовят пасхальные куличи, в том числе и маамуль, в состав которых входит манная крупа грубого помола и финики. По палестинской традиции особые сладости, называемые пальмигли, готовятся по случаю рождения новых детей и в честь начала новой жизни. Бойлы готовятся из риса, сахара и смеси специй, украшаются миндалём, кедровыми и грецкими орехами. В палестинской христианской традиции мигли обычно едят на Рождество, чтобы отпраздновать рождение младенца Иисуса. Во время траура в христианских семьях подают пирог, известный как хлеб милосердия, а православная церковь после похорон дарит специальную коробку с варёной пшеницей, посыпанной сахаром и конфетами.

## Известные палестинские христиане

### Канонизированные святые
- Авва Дорофей — христианский святой, почитаемый в лике преподобных.
- Мариам Баоуарди — католическая святая, монахиня ордена босых кармелиток, мистик, носительница стигматов.
- Мари-Альфонсайн Даниль Гаттас — католическая святая, основательница конгрегацию «Сёстры Розария из Иерусалима», единственного арабского религиозного ордена в Святой земле в настоящее время.
- Зосима Палестинский — преподобный, иеромонах, авва палестинский, отшельник.
- Косма Маюмский — римский церковный поэт VIII века, почитаемый в православной церкви в лике преподобных.
- Савва Освященный — христианский святой, авва, создатель Иерусалимского устава, используемого по настоящее время в православных церквях.
- Феодор Иорданский — христианский отшельник, почитаемый в лике преподобных.
- Феодор и Феофан Начертанные — святые православной церкви, римские монахи, родные братья, исповедники, философы, защитники иконопочитания.

### Священослужители
- Муниб Юнан — президент Всемирной лютеранской федерации с 2010 года и епископ Евангелическо-лютеранской Церкви Иерусалима, Палестины, Иордании и Святой Земли, начиная с 1998 года.
- Феодосий (Аталла Низар Ханна) — епископ Иерусалимской православной церкви арабского происхождения; с 2005 года — архиепископ Севастийский.
- Мишель Саббах — католический епископ. В 1987—2008 годах — Патриарх Иерусалима латинского обряда Римско-католической церкви. Великий приор ордена Святого Гроба Господнего Иерусалимского (1987—2008 гг.).
- Фуад Туаль — Патриарх Иерусалима латинского обряда Римско-католической церкви в 2008—2016 годах. Официальный титул: Его Блаженство — Патриарх Иерусалима. Великий приор ордена Святого Гроба Господнего Иерусалимского (с 2008 г.).
- Наим Атик — глава центра «Теологии экуменического освобождения: Сабель».
- Митри Рахеб — пастор «Евангелическо-лютеранской рождественской церкви» в Вифлееме.
- Сехил Сальман Ибрагим Давани — нынешний англиканский епископ в Иерусалиме.
- Элиас Шакур — архиепископ мелькитский Акко, Хайфы, Назарета и Галилеи.
- Риах Ханна Абу Эль Ассаль — бывший англиканский епископ в Иерусалиме.
- Анис Шоррош — палестинский евангельский христианский пастор.
- Бенни Хинн — телевангелист.
- Мануэль Мусаллам — отставной католический священник, который работал в Газе с 1995—2009 годов.
- Бутрос Муаллем — отставной архиепископ мелькитский Акко, Хайфе и Галилеи.
- Самир Кафити — бывший англиканский епископ в Иерусалиме.
- Салим Мунайер — основатель Musalaha, некоммерческой организации, которая работает в направлении примирения между израильтянами и палестинцами на основе библейских принципов мира, работает в основном среди палестинских евангелистов и мессианских евреев.
- Торгом II — 96-й Иерусалимский патриарх Армянской апостольской церкви (в 1990—2012 годы).
- Мелхисдек (д-р Рамзи Муссалам) — Предстоятель Палестинской Православной Церкви в Америке (Palestinian Orthodox Church in America), Архиепископ и Митрополит Америки и Канады[значимость факта?].

### Политики
- Надя Хилу — израильская общественная деятельница и политик, депутат от партии «Авода» и заместитель спикера 17-го созыва кнессета. Первая арабка-христианка, избранная в кнессет.
- Джон Генри Сунуну — губернатор штата Нью-Гэмпшир (1983—1989 годы) и глава администрации Белого дома при Президенте Джордже Буше (1989—1991 годы).
- Джо Хоккей — казначей Австралии (2013—2015), депутат парламента (1996—2015), посол Австралии в США (2016—2020).
- Антонио Сака — Президент Сальвадора с 2004 по 2009.
- Джастин Амаш — член Палаты представителей США от Республиканской партии.
- Хана Свейд — депутат кнессета Израиля от «Хадаш».
- Вера Бабун — первая женщина-мэр Вифлеема.
- Азми Бишара — арабо-израильский политик.
- Михаил Джанет — бывший мэр Рамаллы.
- Карим Халаф — адвокат и политик, занимавший пост мэра Рамаллы, был отстранён от должности в 1982 году.
- Виктор Батарсех — бывший мэр Вифлеема.
- Элиас Бандак — бывший мэр Вифлеема.
- Ханна Насер — бывший мэр Вифлеема.
- Элиас Фрейдж — бывший мэр Вифлеема.
- Эмиль Хабиби — политик, родившийся в подмандатной Палестине, лидер Коммунистической партии Израиля и член израильского Кнессета.
- Амир Махуль — основатель базирующейся в Хайфе организации «Иттиджа» (Союз арабских общинных ассоциаций, сеть палестинских НПО в Израиле), он в настоящее время находится в заключении после нескольких заявлений о шпионаже от имени «Хезболлы». Amnesty International выразила озабоченность тем, что «его правозащитная активность от имени палестинцев» может быть причиной его заключения.
- Жорж Хабаш — один из наиболее леворадикальных деятелей палестинского национально-освободительного движения, лидер Народного фронта освобождения Палестины.
- Наиф Хаватме — родившийся в семье бедуинов-восточных католиков Иордании лидер Демократического фронта освобождения Палестины.
- Доктор Ханан Ашрави — политик, законодатель, активист и учёный. В настоящее время она является лидером партии «Третий путь».
- Афиф Сафиех — дипломат, посол государства Палестина в Российской Федерации.
- Джоудех Джордж Муркос — бывший палестинский министр туризма.
- Гази Ханания — член палестинского Законодательного Совета и ФАТХ.
- Эмиль Гури — бывший секретарь арабского высшего Комитета (AHC), официальное руководство арабов в Подмандатной Палестине. Он также был генеральным секретарём Палестинской арабской партии.
- Гассан Андони — профессор физики университета Бирзейт, соучредитель Международного движения солидарности (ISM) и основатель Международного ближневосточного Медиа-центра.
- Дауд Турки — поэт, бывший лидер Еврейско-арабской левой группы под названием Красный фронт.
- Имил Джарджуи — бывший член палестинского Законодательного Совета и исполнительного комитета ООП.
- Хуваида Арраф — правозащитник и один из основателей Международного движения солидарности (ISM).
- Майкл Тарази — юрист и бывший советник ООП.
- Камаль Насер — политический лидер ООП, писатель и поэт.
- Лайла Моран — первый британский депутат палестинского происхождения.

### Журналисты
- Эман Аяд — ведущая[200]
- Исса Эль-Исса
- Раджа-Эль-Исса
- Рами Джордж Хури — журналист и редактор

### Деятели культуры
- Родольфо Абуларах — художник (живописец)
- Ашраф Бархом — палестино-израильский актёр. Наиболее известен по роли Джамаля Аль-Файеда в телесериале «Тиран». Также снялся в таких фильмах, как «Рай сегодня», «Сирийская невеста», «Агора» и «Королевство»
- Эдвард Вади Саид — американский интеллектуал палестинского арабского происхождения. Литературовед, историк литературы, литературный и музыкальный критик, пианист. Культуролог, автор знаменитой книги «Ориентализм»
- Розмари Саид Захлан — историк и писатель
- Халил Бейдас — учёный, педагог, переводчик и писатель эпохи Нахда
- Халиль аль-Сакакини — просветитель, учёный, поэт и арабский националист в период Нахда
- Тауфик Ханаан — врач, исследователь палестинского народного наследия
- Мая Заиде — христианская ливано-палестинская поэтесса, эссеист и переводчица
- Антон Шаммас — писатель и переводчик
- Элия Сулейман — палестинский кинорежиссёр и актёр
- Ханна Мусле — палестинский кинорежиссёр и профессор университета
- Раджа Шехаде — юрист и писатель
- Джордж Салиба — профессор арабской и исламской науки на факультете ближневосточных, южноазиатских и африканских исследований Колумбийского университета, Нью-Йорк, Соединённые Штаты Америки
- Хишам Зреик — независимый режиссёр, поэт и художник
- Джозеф Массад — доцент кафедры современной арабской политики и интеллектуальной истории факультета ближневосточных, южноазиатских и африканских исследований Колумбийского университета
- Рим Банна — певица, композитор и аранжировщик, которая хорошо известна своими современными интерпретациями традиционных палестинских народных песен
- Амаль Муркус — певец
- Антон Шаммас — писатель художественной литературы и поэзии и переводчик
- Фади Андраос — певец и актёр
- Карл Саббах — палестино-британский писатель, журналист и телевизионный продюсер
- Сулейман Мансур — выдающийся палестинский художник
- Сабри Джирис — писатель и юрист
- Лейла Сансур — кинорежиссёр
- Макрам Хури — арабо-израильский актёр кино, театра и телевидения. Самый молодой лауреат премии Израиля (1987 год) и первый араб-лауреат высшей государственной награды страны
- Клара Хури — актриса
- Камаль Буллата — художник и писатель, Булатта является автором нескольких исследований по палестинскому искусству, в частности, палестинской картине (Saqi 2009 год) и между выходами: картин Хани Зуроба (Black Dog 2012 год)
- Стив Сабелла — художник
- Жорж Ибрагим — израильский телеведущий, племянник Жоржа Хабаша (настоящая фамилия тоже Хабаш)
- Мира Авад — певица, актриса и сочинительница песен

### Бизнесмены
- Юсеф Бейдас — основатель Intra Bank
- Хасиб Саббах — предприниматель и бизнесмен
- Захи Хури — палестино-американский бизнесмен и предприниматель

### Иные известные деятели
- Сумая Фархат Насер — активистка движения за мир
- Андравос Бассоус — палестинско-шведский фотограф и Ютубер. Несколько его фотографий, были показаны по шведскому национальному телевидению[201] а также его работы были показаны на каналах Аль-Джазира,[202] MBC1,[203] BBC, Аль-Арабия[204] и в других.
- Мубарак Авад — палестинско-американский психолог
- Ахед Тамими — палестинский правозащитник
- Алекс Одех — палестинско-американский антидискриминационный активист
- Халил Джахшан — лектор по международным исследованиям и языкам в университете Пеппердин и исполнительный директор его программы стажировок в колледже Сивер в Вашингтоне
- Салим Джубран — судья Верховного суда Израиля
- Ханна Синиора — издатель и правозащитница
- Рифат Одех Кассис — правозащитник